# Chính phủ Vichy
Chính phủ Vichy, hoặc Phát xít Pháp hay chỉ gọi đơn giản là Vichy là thuật ngữ thường dược dùng để miêu tả chính phủ Pháp hợp tác với phe Trục từ tháng 7 năm 1940 đến tháng 8 năm 1944, trong Chiến tranh thế giới lần thứ hai. Chính phủ này chính thức gọi mình là Quốc gia Pháp (État Français) và do Thống chế Philippe Pétain đứng đầu, ông thành lập chính phủ này sau thất bại quân sự của Pháp trước Phát xít Đức.
Chính phủ Vichy giữ được một số chủ quyền pháp lý tại vùng phía bắc nước Pháp (Vùng chiếm đóng), bị Đức chiếm Wehrmacht, và có nhiều quyền lực hơn ở vùng phía nam không bị chiếm đóng "vùng tự do", nơi thủ đô hành chính của chính phủ được thiết lập tại Vichy. Tháng 12 năm 1942 vùng phía nam cũng bị chiếm đóng và nằm dưới quyền cai trị của Đức.
Pétain đã hợp tác với các lực lượng chiếm đóng Đức để đổi lấy một thỏa thuận giúp nước Pháp không bị các cường quốc phe Trục phân chia. Chính quyền Vichy đã giúp lùng bắt người Do Thái và những đối tượng "bất hảo" khác, ở mọi thời điểm, các lực lượng quân sự Vichy Pháp tích cực chống lại Đồng Minh. Đa phần dân chúng Pháp ban đầu ủng hộ chính phủ mới dù lập trường ủng hộ Phát xít, coi đây là điều cần thiết để duy trì một mức độ tự chủ và toàn vẹn lãnh thổ của Pháp.
Tính hợp pháp của chính phủ Vichy và cương vị lãnh đạo của Pétain luôn bị vị Tướng lưu vong Charles de Gaulle bác bỏ. De Gaulle tuyên bố riêng ông đại diện cho sự tiếp nối và tính hợp pháp của chính phủ Cộng hòa Pháp. Dân chúng Pháp dần chuyển sang phản đối chính phủ Vichy và các lực lượng chiếm đóng Đức, và lực lượng kháng chiến lớn mạnh bên trong nước Pháp. Sau cuộc đổ bộ của Đồng Minh vào Pháp tháng 6 năm 1944, de Gaulle tuyên bố thành lập Chính phủ Lâm thời Cộng hòa Pháp (GPRF).
Đa phần các lãnh đạo chính phủ Vichy sau này đều bị GPRF đưa ra xét xử, và một số họ bị hành quyết. Pétain bị kết án tử hình, nhưng bản án đã được giảm còn chung thân vì tội phản quốc.

## Tổng quan
Chính phủ Vichy được thành lập sau khi Pháp đầu hàng Đức ngày 22 tháng 6 năm 1940, và lấy tên theo trung tâm hành chính của chính phủ tại Vichy, miền trung nước Pháp. Paris vẫn là thủ đô chính thức, và Pétain luôn có ý muốn chuyển chính phủ về đây khi hoàn cảnh cho phép.
Năm 1940, Thống chế Pétain được biết tới chủ yếu như một người hùng trong Thế chiến I, người chiến thắng tại Verdun. Là Thủ tướng cuối cùng của Đệ Tam Cộng hòa, Pétain lên án nền dân chủ Đệ Tam Cộng hòa vì sự thất bại nhanh chóng của nước Pháp. Ông đã lập ra một chế độ gia trưởng, ủng hộ Phát xít và cộng tác tích cực với Đức, tuy nhiên về hình thức vẫn giữ tính trung lập.

Nước Pháp dưới sự chiếm đóng của Đức (Phát xít chiếm vùng phía bắc bắt đầu từ tháng 11 năm 1942—Chiến dịch Case Anton). Vùng màu xanh nằm dưới quyền quản lý của Ý.

Lá cờ cá nhân của Philippe Pétain, người đứng đầu chính phủ Vichy (Chef de l'État Français)

Có một sự nhầm lẫn thông thường rằng chính phủ Vichy chỉ quản lý vùng không bị chiếm đóng phía nam nước Pháp (được gọi là "vùng tự do" [zone libre] của Vichy), còn người Đức trực tiếp quản lý vùng chiếm đóng. Trên thực tế, quyền tài phán dân sự của chính phủ Vichy mở rộng ra hầu hết Mẫu quốc Pháp. Chỉ vùng lãnh thổ biên giới tranh chấp Alsace-Lorraine bị đặt trực tiếp dưới quyền quản lý của Đức, và (dù có một sự nhầm lẫn thường thấy khác) thậm chí những vùng đất này không bao giờ bị Đức chính thức sáp nhập. Tương tự, một phần nhỏ lãnh thổ Pháp tại Alps nằm dưới quyền quản lý trực tiếp của Ý từ tháng 6 năm 1940 tới tháng 9 năm 1943. Tại tất cả các vùng còn lại, những nhân viên dân sự nằm dưới quyền quản lý của các bộ trưởng thuộc chính phủ Vichy Pháp. René Bousquet, lãnh đạo cảnh sát Pháp do chính phủ Vichy chỉ định, thực hiện quyền lực trực tiếp tại Paris thông qua người phó, Jean Leguay, người phối hợp các cuộc tuần tra với Phát xít Đức. Tuy nhiên, các luật pháp của Đức, có giá trị ưu tiên hơn luật của Pháp tại các vùng lãnh thổ chiếm đóng, và người Đức thường cư xử lỗ mãng với những nhân viên của chính phủ Vichy.
Ngày 11 tháng 11 năm 1942, người Đức bắt đầu Chiến dịch Case Anton, chiếm vùng phía nam Pháp, sau khi Đồng Minh đổ bộ tại Bắc Phi (Chiến dịch ngọn Đuốc). Dù "Quân đội Đình chiến" của chính phủ Vichy đã bị giải tán, và vì thế hạn chế sự độc lập của chính phủ Vichy, việc xóa bỏ đường phân giới tháng 3 năm 1943 khiến việc quản lý dân sự trở nên dễ dàng hơn. Chính phủ Vichy tiếp tục giữ quyền tài phán với hầu hết toàn nước Pháp tới khi nó sụp đổ sau khi Đồng Minh chiếm nước Pháp tháng 6 năm 1944.
Tới tận ngày 23 tháng 10 năm 1944, chính phủ Vichy được Hoa Kỳ và các quốc gia khác, gồm cả Canada, khi ấy đã tuyên chiến với Đức, công nhận là chính phủ hợp pháp của Pháp. Anh Quốc vẫn duy trì các tiếp xúc không chính thức với chính phủ Vichy, ít nhất cho tới khi một bộ trưởng của chính phủ này, Pierre Laval, công khai ý định hợp tác toàn diện với người Đức. Thậm chí sau đó họ vẫn duy trì một thái độ nước đôi với phong trào Pháp tự do và chính phủ tương lai.
Tuyên bố của Chính phủ Vichy rằng về pháp lý họ là chính phủ của nước Pháp đã bị Các lực lượng Pháp tự do của Charles de Gaulle (ban đầu đóng tại London và sau này là Algiers) và các chính phủ Pháp sau này bác bỏ. Họ liên tục cho rằng chính phủ Vichy là một chính phủ bất hợp pháp do những kẻ phản quốc lãnh đạo. Các nhà sử học đã đặc biệt tranh cãi về những hoàn cảnh dẫn tới cuộc bỏ phiếu trao toàn quyền cho Pétain ngày 10 tháng 7 năm 1940. Các lý lẽ chính phản đối quyền của chính phủ Vichy với sự tiếp nối Nhà nước Pháp dựa trên những áp lực do Laval thực hiện với các nghị sĩ trong chính phủ Vichy, và trên sự vắng mặt của 27 nghị sĩ và thượng nghĩ sỹ người đã chạy khỏi chiếc tàu Massilia, và vì thế không thể tham gia vào cuộc bỏ phiếu.

## Xung đột nội bộ
Bên trong nước Pháp Vichy, có một cuộc nội chiến cường độ thấp giữa Kháng chiến Pháp, được dựng lên, dù không phải chỉ bao gồm, những phái Cộng sản và Cộng hòa trong xã hội chống lại những phái phản động mong muốn một chế độ Phát xít hay tượng tự, như ở Tây Ban Nha của Francisco Franco. Cuộc nội chiến này có thể được coi là một sự tiếp nối của những phe phái tồn tại bên trong xã hội Pháp từ cuộc Cách mạng Pháp năm 1789, được thể hiện bởi những sự kiện như:
- Việc Bourbon phục hoàng và cuộc Khủng bố Trắng do Chambre introuvable tiến hành
- Cuộc bỏ phiếu năm 1825 dẫn tới Luật chống báng bổ của nhân vật bảo hoàng bá tước de Villèle
- Công xã Paris năm 1871 và cuộc đàn áp bạo lực sau đó, gồm cả việc thành lập Vương cung thánh đường Thánh Tâm để đền bù cho "Các tội lỗi của Công xã"
- Cuộc Khủng hoảng 16 tháng 5 năm 1877
- Vụ án Dreyfus
- Sự xung đột trong việc áp dụng Luật Phân tách Nhà nước và Giáo hội năm 1905 (tiếng Pháp: Loi du 9 décembre 1905 concernant la séposystem des Églises et de l'État)
- Cuộc Khủng hoảng 6 tháng 2 năm 1934

Một phần của xã hội Pháp chưa từng chấp nhận chế độ cộng hòa xuất xứ từ cuộc Cách mạng, và mong muốn tái lập Chế độ Cũ. Lãnh đạo phe Nước Pháp Hành động theo quân chủ, Charles Maurras, đã coi sự xâm lược và đàn áp nền Cộng hòa Pháp của Đức như là một sự "ngạc nhiên thần thánh".

## Sự sụp đổ của nước Pháp và việc thành lập chính phủ Vichy
Pháp tuyên chiến với Đức ngày 3 tháng 9 năm 1939 sau khi Đức xâm lược Ba Lan. Sau tám tháng chiến tranh kỳ quặc, người Đức tung ra cuộc tấn công về hướng tây ngày 10 tháng 5 năm 1940. Trong vài ngày, mọi sự trở nên rõ ràng rằng các lực lượng Pháp đang bị đè bẹp và rằng sự sụp đổ quân sự là không thể tránh khỏi. Chính phủ và các lãnh đạo quân đội, bị sốc nặng trước sự sụp đổ, tranh cãi nhau về cách tiếp tục hành động. Nhiều quan chức, gồm cả Thủ tướng Paul Reynaud, muốn dời chính phủ về các lãnh thổ Bắc Phi, và tiếp tục cuộc chiến với Hải quân và những nguồn lực khác từ thuộc địa. Những người khác, đặc biệt là Phó thủ tướng Philippe Pétain và Tổng tư lệnh, Tướng Maxime Weygand, nhấn mạnh rằng trách nhiệm của chính phủ là phải ở lại Pháp và chia sẻ sự khó khăn với nhân dân. Những người có quan điểm sau này kêu gọi một sự ngừng bắn ngay lập tức.
Trong khi cuộc tranh cãi đang tiếp tục, chính phủ bị buộc phải dời địa điểm nhiều lần, cuối cùng về Bordeaux, để tránh bị các lực lượng Đức đang tấn công bắt giữ. Việc liên lạc rất khó khăn và hàng nghìn thường dân tị nạn làm tắc nghẽn các tuyến đường. Trong hoàn cảnh hỗn loạn đó, những người ủng hộ việc ngừng bắn được ủng hộ. Nội các đồng ý một đề xuất tìm kiếm các thỏa thuận ngừng bắn với Đức, với ý nghĩ rằng, nếu Đức đặt ra những điều kiện quá mất mặt hay khó khăn, Pháp sẽ vẫn có thể lựa chọn tiếp tục chiến đấu. Tướng Charles Huntziger, người đứng đầu phái đoàn đàm phán ngừng bắn của Pháp, được ra lệnh ngừng đàm phán nếu người Đức yêu cầu chiếm đóng toàn bộ lãnh thổ Mẫu quốc Pháp, hạm đội pháp hay bất kỳ một lãnh thổ hải ngoại nào của Pháp. Người Đức đã không làm như vậy.

### Pháp đình chiến với Đức
Thủ tướng Paul Reynaud ủng hộ tiếp tục cuộc chiến, từ Bắc Phi nếu cần thiết; tuy nhiên, ông nhanh chóng bị những người ủng hộ đầu hàng loại bỏ. Đối diện với tình thế không thể thay đổi, Reynaud từ chức, và theo đề cử của ông, Tổng thống Albert Lebrun chỉ định Pétain, khi ấy đã 84 tuổi, lên thay thế ngày 16 tháng 6. Thỏa thuận Ngừng bắn với Pháp (Second Compiègne) được ký ngày 22 tháng 6. Một thỏa thuận riêng biệt khác được ký với Italia, nước đã tham chiến với Pháp ngày 10 tháng 6, ngay sau khi kết quả cuộc chiến đã được định đoạt.
Adolf Hitler có một số lý do để đồng ý với việc ngừng bắn. Ông sợ rằng nước Pháp sẽ tiếp tục cuộc chiến từ Bắc Phi, và muốn đảm bảo rằng Hải quân Pháp bị loại khỏi cuộc chiến. Ngoài ra, việc để lại một chính phủ Pháp sẽ giúp Đức giảm nhẹ rất nhiều gánh nặng quản lý lãnh thổ Pháp, đặc biệt khi ông chuyển những mục tiêu của mình tới Anh Quốc. Cuối cùng, vì người Đức thiếu một hạm đội đủ sức chiếm các lãnh thổ hải ngoại Pháp, khả năng trông cậy thực tế duy nhất của Hitler là khiến người Anh không thể sử dụng các lãnh thổ này để duy trì vị thế của Pháp như một quốc gia độc lập và trung lập.

### Các điều kiện đình chiến và cuộc bỏ phiếu ngày 10 tháng 7 năm 1940
Thỏa thuận đình chiến chia nước Pháp thành hai vùng chiếm đóng và không chiếm đóng: miền bắc và miền tây nước Pháp gồm toàn bộ bờ biển Đại Tây Dương bị Đức chiếm, và phần còn lại khoảng hai phần năm lãnh thổ nằm dưới sự quản lý của chính phủ Pháp, với thủ đô tại Vichy dưới quyền quản lý của Pétain. Vẻ ngoài, chính phủ Pháp quản lý toàn bộ lãnh thổ.

#### Quân đội Đình chiến
Người Đức muốn tự mình chiếm đóng miền bắc Pháp. Đa phần trong số 1.6 triệu tù binh chiến tranh Pháp, bị chuyển tới Đức vào cuối năm 1940 và sẽ tiếp tục bị giam cầm trong suốt cuộc chiến. Người Pháp bị buộc phải trả các chi phí cho đội quân 300,000 lính Đức, lên tới 20 triệu Reichmark mỗi ngày, tính theo tỷ suất 20 franc trên mỗi Mark. Con số này cao gấp 50 lần chi phí thực cho đội quân chiếm đóng. Chính phủ Pháp cũng có trách nhiệm ngăn chặn các công dân bỏ trốn ra nước ngoài.
Điều IV của Thỏa thuận Đình chiến cho phép một Quân đội Pháp cỡ nhỏ - Quân đội Đình chiến (Armée de l'Armistice) – tại vùng không chiếm đóng, và lực lượng dự phòng quân sự tại Đế chế thuộc địa Pháp hải ngoại. Chức năng của các lực lượng này là giữ an ninh nội bộ và bảo vệ các lãnh thổ Pháp khỏi các cuộc tấn công của Đồng Minh. Các lực lượng Pháp nằm dưới sự quản lý chung của các lực lượng vũ trang Đức.
Sức mạnh chính xác của Quân đội Mẫu quốc Vichy Pháp được ước tính khoảng 3,768 sĩ quan, 15,072 hạ sĩ quan, và 75,360 lính. Tất cả đều là người tình nguyện. Ngoài quân đội, số lượng Gendarmerie (Cảnh sát) được quy định là 60,000 người cộng thêm lực lượng phòng không 10,000 người. Dù có thêm những binh sĩ đã được huấn luyện từ các lực lượng thuộc địa (đã bị cắt giảm về số lượng theo Thỏa thuận Đình chiến), vẫn có một sự thiếu hụt lớn người tình nguyện. Vì thế, 30,000 người thuộc "class of 1939" được bổ sung cho đủ. Ở thời điểm đầu năm 1942 những lĩnh nghĩa vụ này được giải ngũ, nhưng vẫn không có đủ số lượng lính. Sự thiếu hụt này kéo dài tới khi chế độ bị giải tán, dù chính phủ Vichy đã đề nghị người Đức cho thực hiện một hình thức nghĩa vụ quân sự chính quy.
Quân đội Mẫu quốc Pháp Vichy không có xe tăng và các phương tiện thiết giáp khác, và rất thiếu hụt các phương tiện vận tải cơ giới. Những poster tuyển lính còn lại cho thấy một sự nhấn mạnh vào các cơ hội để thực hiện các hoạt động thể chất, gồm cả cưỡi ngựa – thể hiện cả đề cao các lối sống thôn quê và các hoạt động ngoài trời và thực tế về một đội quân nhỏ và thiếu hụt kỹ thuật của chính phủ Vichy. Các đặc điểm truyền thống trước năm 1940 của Quân đội Pháp như những chiếc mũ kepi và những chiếc áo choàng nặng nề (áo choàng lớn có cúc phía sau), bị thay thế bằng những chiếc mũ beret và những bộ đồng phục đơn giản.
Quân đội Đình chiến không được dùng để chống lại các nhóm kháng chiến hoạt động ở miền nam nước Pháp, vai trò này thuộc Milice (dân quân) của chính phủ Vichy. Các thành viên của đội quân thường trực vì thế có thể đảo ngũ với số lượng lớn sang Maquis, sau khi Đức chiếm miền nam nước Pháp và giản tán Quân đội Đình chiến tháng 11 năm 1942. Trái lại Milice tiếp tục cộng tác và là đối tượng bị đàn áp sau khi nước Pháp được Giải Phóng.
Các lực lượng thuộc địa của chính phủ Vichy bị giảm xuống theo các điều khoản của Thỏa thuận Đình chiến; tuy vậy, chỉ riêng ở khu vực Địa Trung Hải, chính phủ Vichy có gần 150,000 lính. Con số này xấp xỉ 55,000 tại Morocco bảo hộ, 50,000 tại Algeria thuộc Pháp, và tới 40,000 in trong "Quân đội Cận Đông" (Armée du Levant), tại Liban Ủy trị và Syria Ủy trị. Các lực lượng thuộc địa được cho phép giữ một số phương tiện bọc thép, dù chúng hầu hết là những chiếc xe tăng "loại cũ" từ thời Thế chiến I như Renault FT.

#### Yêu cầu bắt giữ của Đức
Nước Pháp bị yêu cầu chuyển giao bất kỳ công dân Đức nào trong nước mà người Đức yêu cầu. Pháp cho rằng đây là một điều khoản "mất mặt", bởi nó sẽ khiến Pháp phải áp giải những người đã từng xin tị nạn từ Đức. Những nỗ lực đàm phán về điểm này với Đức đã không thành, và Pháp quyết định không vật nài về vấn đề tới mức phải từ chối Thỏa thuận Đình chiến, dù họ có thể đã hy vọng sẽ giảm nhẹ yêu cầu này trong những cuộc đàm phán tương lai với Đức sau khi ký kết.

#### Chính phủ Vichy
Ngày 1 tháng 7 năm 1940, Nghị viện và chính phủ nhóm họp tại thị trấn Vichy, thủ đô lâm thời của họ tại miền trung nước Pháp. Laval và Raphaël Alibert bắt đầu chiến dịch của mình để thuyết phục các Thượng, Hạ nghị sĩ có mặt bỏ phiếu trao toàn quyền cho Pétain. Họ sử dụng mọi biện pháp có thể, hứa hẹn những chức vụ bộ trưởng cho một số người và đe dọa cũng như lung lạc những người còn lại. Những người này được hưởng lợi nhờ sự vắng mặt của những nhân vật nổi tiếng, có uy tín, những người có thể phản đối họ, như Georges Mandel và Édouard Daladier, khi ấy đang ở trên tàu Massilia tới lưu vong ở Bắc Phi. Ngày 10 tháng 7 Quốc hội, gồm cả các Thượng và Hạ nghị sĩ, bỏ phiếu với tỷ lệ 569 trên 80, với 20 vắng mặt có chủ ý, trao toàn quyền đặc biệt cho Thống chế Pétain. Cũng trong cuộc bỏ phiếu này, họ trao cho ông quyền soạn thảo một hiến pháp mới. Nhóm thiểu số gồm những người Cấp tiến và Xã hội phản đối Laval bắt đầu được gọi là Nhóm Vichy 80 (tiếng Pháp: "les quatre-vingts"). Các đại biểu và Thượng nghị sĩ bỏ phiếu trao quyền tuyệt đối cho Pétain sau giải phóng bị lên án trên quan điểm cá nhân.
Tính pháp lý của cuộc bỏ phiếu này đã bị đa số nhà sử học Pháp và tất cả các chính phủ Pháp sau này bác bỏ. Có ba lý do chính được đưa ra: 
- Sự bãi bỏ quy trình pháp lý
- Việc nghị viện không thể đại diện các quyền lực hiến pháp của mình khi không thể điều khiển việc thực hiện a posteriori của mình
- Sửa đổi hiến pháp năm 1884 khiến không thể đặt vấn đề nghi ngờ "hình thức cộng hòa" của chế độ

Trái lại, những người ủng hộ chính phủ Vichy, chỉ ra rằng việc sửa đổi được thực hiện bởi hai phần ba đại biểu (Thượng viện và Hạ viện), tuân thủ đúng pháp luật.
Cuộc tranh cãi liên quan tới việc xóa bỏ pháp lý dựa trên sự vắng mặt và vắng mặt không tự ý của 176 đại biểu của nhân dân – 27 người đang ở trên tàu Massilia, và 92 đại biểu khác cùng 57 thượng nghị sĩ, một số đó đang ở trong nước nhưng không có mặt trong cuộc bỏ phiếu. Tổng cộng, nghị viện có 846 thành viên, 544 Hạ nghị sĩ và 302 Thượng nghị sĩ. Một Thượng nghị sĩ và 26 Hạ nghị sĩ đang ở trên tàu Massilia. Một thượng nghị sĩ không bỏ phiếu. 8 thượng nghị sĩ và 12 Hạ nghị sĩ vắng mặt có chủ đích. 57 thượng nghị sĩ và 92 hạ nghị sĩ vắng mặt không chủ đích. Vì thế, trong tổng số 544 hạ nghị sĩ chỉ 414 người bỏ phiếu; và trong 302 thượng nghị sĩ, chỉ 235 người bỏ phiếu. Trong số đó, 357 hạ nghị sĩ bỏ phiếu ủng hộ Pétain và 57 bỏ phiếu chống, trong khi 212 thượng nghĩ sỹ ủng hộ Pétain, và 23 bỏ phiếu chống. Dù Pétain có thể tuyên bố mình có tư cách pháp lý – đặc biệt khi so sánh với vai trò lãnh đạo hoàn toàn tự phong của Charles de Gaulle – những hoàn cảnh gây nghi ngờ của cuộc bỏ phiếu giải thích tại sao đa số nhà sử học PHáp không coi chính phủ Vichy là một sự tiếp nối đầy đủ của nhà nước Pháp.
Văn bản được Nghị viện bỏ phiếu tuyên bố:
"Quốc hội trao toàn quyền cho chính phủ của nền Cộng hòa, dưới quyền lực và chữ ký của Thống chế Pétain, để thực hiện công bố một hay nhiều đạo luật một hiến pháp mới của nhà nước Pháp. Hiến pháp này phải đảm bảo các quyền của người lao động, của gia đình và của tổ quốc. Nó sẽ được phê chuẩn bởi quốc gia và được áp dụng bởi những cơ quan mà nó đã tạo ra.

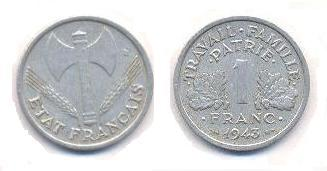
Đồng 1 Franc năm 1943.
Mặt trước: "Nhà nước Pháp." Mặt sau: "Cần lao. Gia đình. Tổ quốc."

Đạo luật Hiến pháp ngày 11 và 12 tháng 7 năm 1940 trao cho Pétain mọi quyền lực (lập pháp, tư pháp, hành chính, hành pháp và ngoại giao) và chức vụ "lãnh đạo nhà nước Pháp" (chef de l'État français), cũng như quyền chỉ định người kế vị. Ngày 12 tháng 7 Pétain chỉ định Pierre Laval làm Phó Tổng thống và người kế vị của mình, và chỉ định Fernand de Brinon là đại diện tại Bộ tư lệnh Đức tại Paris. Pétain tiếp tục là lãnh đạo chính phủ Vichy tới ngày 20 tháng 8 năm 1944. Khẩu hiệu của Pháp, Liberté, Egalité, Fraternité (Tự do, Bình đẳng, Bác ái), bị thay thế bởi Travail, Famille, Patrie (Cần lao, Gia đình, Tổ quốc); nó đã được lưu ý bởi TFP cũng viết tắt cho hình phạt "travaux forcés à perpetuité" ("chung thân khổ sai"). Paul Reynaud, người không chính thức từ chức Thủ tướng, bị chính phủ Vichy bắt giữ tháng 9 năm 1940 và bị kết án chung thân năm 1941 trước khi Phiên tòa Riom được mở.
Pétain trên thực tế là một lãnh đạo độc tài, bất kể tới vị thế của ông như một người hùng thời Đệ tam Cộng hòa. Hầu như ngay sau khi được trao toàn quyền, ông bắt đầu buộc tội nền dân chủ thời Đệ Tam Cộng hòa là nguyên nhân dẫn tới thất bại nhục nhã của Pháp. Vì thế, chế độ của ông nhanh chóng chuyển sang độc tài – và ở một số khía cạnh là cả phát xít. Các quyền tự do dân chủ và sự đảm bảo dân chủ lập tức bị đình chỉ. Tội "felony of opinion" (délit d'opinion, ví dụ hủy bỏ tự do tư tưởng và tự do biểu lộ) được tái lập, và những người chỉ trích thường bị bắt giữ. Các cơ quan dân bầu bị thay thế bằng những cơ quan do chỉ định. "Các chính quyền đô thị tự trị" và các ủy ban khu vực vì thế bị đặt dưới quyền quản lý hành chính và của các quận trưởng (được chỉ định và phụ thuộc vào quyền hành pháp). Tháng 1 năm 1941 Hội đồng Quốc gia (Conseil National), gồm những nhân sỹ vùng nông thôn và các tỉnh, được thành lập theo cùng các điều kiện.
Cả Hoa Kỳ và Liên bang Xô viết đều công nhận chính quyền mới, dù có những nỗ lực của Charles de Gaulle ở London nhằm thuyết phục họ. Vì thế cả Canada và Australia cũng công nhận nó. Chỉ khi Đức chiếm đóng toàn bộ nước Pháp tháng 11 năm 1942 sự công nhận ngoại giao này mới kết thúc.

## Sự hợp tác với Đức

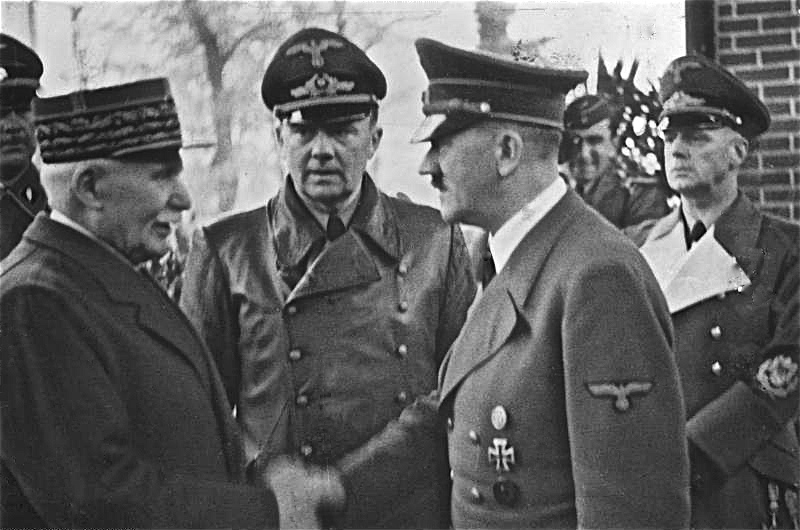
Philippe Pétain (trái) bắt tay Hitler.

Các nhà sử học phân biệt giữa một nhà nước hợp tác tiếp theo của chính phủ Vichy, và "những người cộng tác", thường để chỉ những công dân Pháp sẵn sàng hợp tác với Đức và là những kẻ thúc đẩy chế độ theo hướng quá khích. Những người "Pétainistes", theo nghĩa khác, để chỉ những người khác ủng hộ Thống chế Pétain, mà không thiết tha tới việc cộng tác với Đức (dù chấp nhận sự hợp tác nhà nước của Pétain). Sự hợp tác nhà nước được thể hiện bởi cuộc gặp Montoire (Loir-et-Cher) trên con tàu của Hitler ngày 24 tháng 10 năm 1940, trong đó Pétain và Hitler đã bắt tay và đồng ý với sự cộng tác này giữa hai nhà nước. Được Laval, một người ủng hộ mạnh mẽ cho sự cộng tác, tổ chức, cuộc gặp gỡ và bắt tay được chụp ảnh lại, và bộ máy tuyên truyền của Phát xít Đức đã sử dụng rộng rãi bức ảnh này để lôi kéo sự ủng hộ của người dân. Ngày 30 tháng 10 năm 1940, Pétain chính thức phê chuẩn sự hợp tác cấp nhà nước, tuyên bố trên đài: "Ngày hôm nay tôi đã đi trên con đường hợp tác...." Ngày 22 tháng 6 năm 1942 Laval tuyên bố rằng ông ta "hy vọng thắng lợi của người Đức." Mong muốn thành thật hợp tác không khiến chính phủ Vichy ngừng tổ chức các cuộc bắt bớ và thỉnh thoảng thậm chí là hành quyết các điệp viên Đức vào trong khu vực Vichy, như nghiên cứu gần đây của Simon Kitson phát hiện.
Thành phần của chính phủ Vichy và các chính sách khá phức tạp. Nhiều quan chức trong chính phủ như Pétain, dù không phải tất cả, là những người phản động cảm thấy rằng số phận hẩm hiu của nước Pháp là kết của tính chất cộng hòa của nó cũng như những hành động của các chính phủ cánh tả trong những năm 1930, đặc biệt là của Mặt trận Bình dân (1936–1938) do Léon Blum lãnh đạo. Charles Maurras, một tác gia bảo hoàng và là người thành lập phong trào Hành động nước Pháp, cho rằng sự thăng tiến của Pétain trên con đường quyền lực là, theo khía cạnh đó, một "sự ngạc nhiên thần thánh", và nhiều người có cùng quan điểm chính trị đó tin rằng họ thà có một chính phủ độc tài như kiểu của Francisco Franco ở Tây Ban Nha, hay thậm chí cả nằm dưới ách cai trị của Đức còn hơn là có một chính phủ cộng hòa. Những người khác, như Joseph Darnand, có quan điểm chống Xê mít mạnh mẽ và có thiện cảm với Chủ nghĩa Phát xít. Một số những người này đã tham gia các đơn vị Légion des Volontaires Français contre le Bolchévisme (Quân đoàn Tình nguyện Pháp chống chủ nghĩa Bolshevk) ở Mặt trận phía Đông, sau này trở thành Sư đoàn SS Charlemagne.
Bản mẫu:Chính phủ Pháp
Mặt khác, những nhà kỹ trị như Jean Bichelonne hay các kỹ sư khác từ Groupe X-Crise dùng vị thế của mình để đưa ra nhiều cải cách nhà nước, hành chính và kinh tế. Những cải cách này sẽ là một trong những yếu tố mạnh nhất cho sự ủng hộ một lý thuyết về một sự tiếp nối của chính quyền Pháp trước và sau cuộc chiến. Nhiều nhân viên dân sự và những cuộc cải cách được họ ủng hộ vẫn còn được giữ lại sau chiến tranh. Như sự cần thiết của một nền kinh tế thời chiến trong Thế chiến I dẫn tới các biện pháp tái tổ chức kinh tế Pháp chống lại các lý thuyết tân cổ điển đang thịnh hành – những cơ cấu được giữ lại sau Hiệp ước Versailles năm 1919 – những cuộc cải cách được chấp nhận trọng Thế chiến II được giữ lại và mở rộng. Cùng với Hiến chương về Conseil National de la Résistance (CNR) ngày 15 tháng 3 năm 1944, tập hợp tất cả các phong trào Kháng chiến dưới một cơ quan chính trị thống nhất, những cuộc cải cách này là một công cụ chủ yếu cho sự thành lập dirigisme thời hậu chiến, một kiểu kinh tế kế hoạch bán phần dẫn tới việc Pháp trở thành một nền dân chủ xã hội hiện đại như nó hiện nay. Những ví dụ về những sự tiếp nối đó gồm cả việc thành lập "Quỹ Nghiên cứu các Vấn đề Con người Pháp " của Alexis Carrel, một bác sĩ nổi tiếng và cũng là người ủng hộ thuyết ưu sinh. Cơ quan này sẽ được đổi tên lại thành Viện Nghiên cứu Nhân khẩu Quốc gia (INED) sau chiến tranh. Một ví dụ khác là việc thành lập viện thống kê quốc gia, được đổi tên lại thành INSEE sau giải phóng. Việc tái tổ chức và thống nhất cảnh sát Pháp của René Bousquet, người đã lập ra groupes mobiles de réserve (GMR, Các Nhóm Dự bị Lưu động), là ví dụ khác về chính sách cải cách và tái cơ cấu của chính phủ Vichy được các chính phủ sau này giữ lại. Một lực lượng cảnh sát bán vũ trang quốc gia, GMR thỉnh thoảng được sử dụng trong các hoạt động chống lại Kháng chiến Pháp, nhưng mục đích chủ yếu của nó là để đảm bảo quyền lực của chính phủ Vichy thông qua hành động dọa dẫm và đàn áp dân thường. Sau giải phóng, một số đơn vị bị sáp nhập với Quân đội Pháp Tự do thành lập nên Compagnies Républicaines de Sécurité (CRS, Các đại đội An ninh Cộng hòa), lực lượng chống bạo động chủ yếu của Pháp.

### Các chính sách về chủng tộc và sự hợp tác của chính phủ Vichy

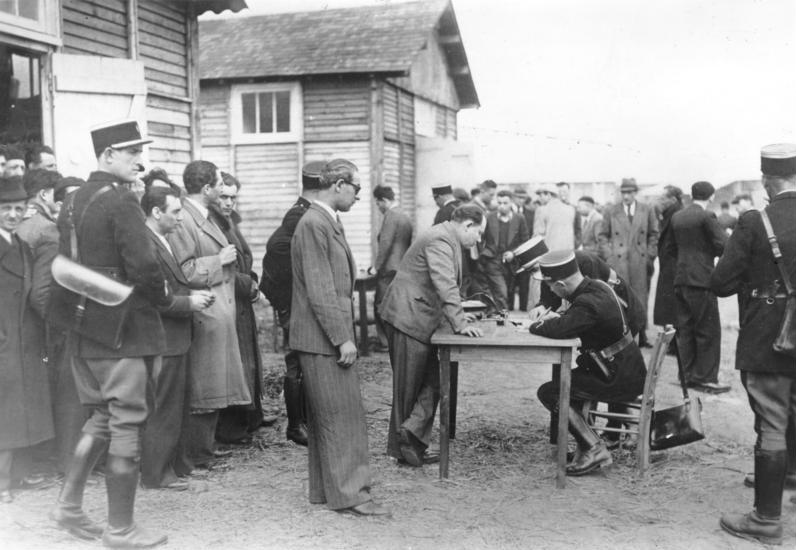
Cảnh sát Pháp đăng ký tù nhân mới tại trại tù Pithiviers

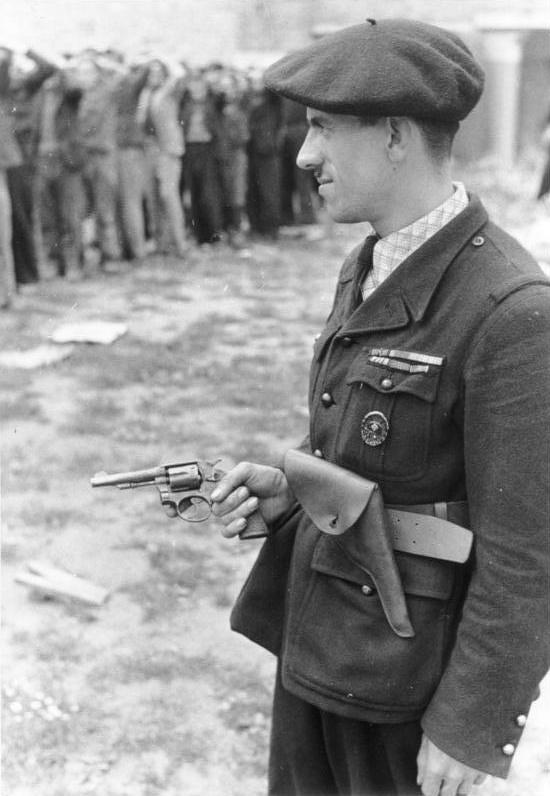
Cảnh sát Pháp canh giữ tù nhân

Ngay khi được thành lập, chính phủ Pétain đã thực hiện các biện pháp chống lại cái gọi là "những kẻ bất hảo": người Do Thái, métèques (người nhập cư từ các quốc gia Địa Trung Hải), hội viên Tam điểm, những người Cộng sản, Gypsies, người đồng tính Bản mẫu:Reference necessary, và những nhà hoạt động cánh tả. Lấy cảm hứng từ ý tưởng "Chống Pháp" của Charles Maurras (mà ông định nghĩa là "bốn nhà nước liên minh của người Tin lành, Do Thái, Hội Tam điểm và người nước ngoài"), chính phủ Vichy bắt chước các chính sách chủng tộc của Đệ Tam Đế chế và thực hiện các chính sách quốc gia nhằm tới việc khôi phục "chủng tộc Pháp"Bản mẫu:Reference necessary. Dù các chính sách này không bao giờ đi quá xa như các chương trình ưu sinh của Phát xít, nhưng những kết quả với nạn nhân của chúng hầu như không khác biệt.
Tháng 7 năm 1940, chính phủ Vichy lập ra một Ủy ban chịu trách nhiệm xem lại việc cho nhập quốc tịch được trao theo cải cách luật quốc tịch năm 1927. Giữa tháng 6 năm 1940 và tháng 8 năm 1944, 15,000 người, chủ yếu là người Do Thái, đã bị tước quốc tịch. Quyết định quan liêu này mang tính quyết định trong sự giam cầm họ sau đó.
Các trại giam đã mở cửa bởi Đệ Tam Đế chế nhanh chóng được sử dụng, trở thành những trại trung chuyển cho việc thực hiện the Holocaust và tiêu diệt tất cả "những kẻ không mong muốn", gồm cả người Roma (những người gọi sự tiêu diệt người Gypsies là Porrajmos). Một luật tháng ngày 4 tháng 10 năm 1940 cho phép giam giữ những người Do Thái nước ngoài trên cơ sở duy nhất là một lệnh quận trưởng, và những cuộc vây bắt đầu tiên diễn ra tháng 5 năm 1941. Chính phủ Vichy không thực hiện hạn chế với người da đen tại Vùng chiếm đóng; chế độ này thậm chí còn có một bộ trưởng da đen, luật sư Henry Lemery sinh tại Martinique.
Nền Đệ Tam Cộng hòa lần đầu tiên mở cửa các trại tập trung trong Thế chiến I để giam giữ những kẻ thù nước ngoài, và sau này sử dụng chúng cho các mục đích khác. Ví dụ, Trại Gurs, đã được lập ra ở miền nam nước Pháp sau khi Catalonia Tây Ban Nha sụp đổ, trong những tháng đầu năm 1939, trong cuộc Nội chiến Tây Ban Nha (1936–1939), để tiếp nhận những người tị nạn cộng hòa, gồm cả những thành viên Lữ đoàn Quốc tế từ mọi quốc gia, bỏ trốn khỏi những kẻ Francist. Sau khi chính phủ Édouard Daladier (tháng 4 năm 1938 – tháng 3 năm 1940) đưa ra quyết định đặt ngoài vòng pháp luật Đảng Cộng sản PHáp (PCF) sau hiệp ước không xâm lược Xô-Đức (còn gọi là Hiệp ước Molotov-Ribbentrop) được ký tháng 8 năm 1939, những trại này cũng được dùng để giam giữ những người Cộng sản Pháp. Trại giam Drancy được thành lập năm 1939 cho mục đích này; sau này nó trở thành trại trung gaim cho những người bị trục xuất tới các trại tập trung và trại tiêu diệt ở Đệ Tam Đế chế và tại Đông Âu. Sau khi cuộc Chiến tranh Giả bắt đầu với việc Pháp tuyên chiến với Đức ngày 3 tháng 9 năm 1939, những trại này được dùng để giam giữ các tù binh nước ngoài. Bao gồm người Đức Do Thái và những người chống Phát xít, nhưng bất cứ công dân Đức nào (hay Italia, Áo, Ba Lan, vân vân) cũng có thể bị giam giữ tại Trại Gurs và các trại khác. Khi Wehrmacht tiến về phía bắc Pháp, những tù nhân bình thường được thả khỏi các nhà tù cũng bị giam tại các trại này. Trại Gurs tiếp nhận những tù chính trị đầu tiên vào tháng 6 năm 1940. Họ bao gồm những nhà hoạt động cánh tả (cộng sản, những người vô chính phủ, những thành viên công đoàn, người chống chủ nghĩa quân phiệt, vân vân) và những người theo chủ nghĩa hòa bình, nhưng gồm cả những người Pháp theo chủ nghĩa Phát xít ủng hộ thắng lợi của Italia và Đức. Cuối cùng, sau tuyên bố về "Nhà nước Pháp" của Pétain và sự bắt đầu của cuộc "Révolution nationale" ("Cách mạng Quốc gia"), giới cầm quyền Pháp đã mở nhiều trại tập trung tới mức, như nhà sử học Maurice Rajsfus đã viết: "Sự mở cửa nhanh chóng các trại tập trung mới đã tạo ra việc làm, và Sen đầm không bao giờ ngừng tuyển người trong thời gian này."
Bên cạnh các tù nhân chính trị đã bị giam giữ tại đó, Gurs sau đó được dùng để giam người Do Thái nước ngoài, người vô tổ quốc, người Gypsies, người đồng tính và gái mại dâm. Chính phủ Vichy mở cửa trại giam đầu tiên ở miền bắc ngày 5 tháng 10 năm 1940, ở Aincourt, thuộc khu vực Seine-et-Oise, nó nhanh chóng được lấp đầy bởi các đảng viên Cộng sản Pháp. Các xưởng muối hoàng gia tại Arc-et-Senans, ở Doubs, được dùng để giam người Gypsies. Trại des Milles, gần Aix-en-Provence, là trại giam lớn nhất ở đông nam Pháp; 2,500 người Do Thái đã bị trục xuất tới đó sau các cuộc vây bắt tháng 8 năm 1942. Những người Tây Ban Nha sau đó bị chuyển tới, và 5,000 trong số họ đã chết tại trại tập trung Mauthausen. Trái lại, các binh sĩ thuộc địa Pháp bị người Đức giam giữ trên lãnh thổ Pháp thay vì bị trục xuất.
Bên cạnh các trại tập trung do chính phủ Vichy mở, người Đức cũng mở một số Ilag (Internierungslager), để giam giữ các tù binh nước ngoài, trên lãnh thổ Pháp; tại Alsace, nơi nằm dưới sự quản lý trực tiếp của Reich, họ mở cửa trại Natzweiler, là trại tập trung duy nhất do Phát xít lập ra trên lãnh thổ Pháp. Natzweiler có một phòng hơi độc được dùng để giết hại ít nhất 86 người bị giam giữ (chủ yếu là người Do Thái) với mục đích có được một bộ sưu tập xương sọ trong tình trạng tốt (bởi cách thức hành hình này không gây hư hại cho xương sọ) để giáo sư Phát xít August Hirt sử dụng.
Chính phủ Vichy đã áp dụng một số điều luật phân biệt chủng tộc. Tháng 8 năm 1940, các điều luật chống chủ nghĩa bài Do Thái trên truyền thông Luật Marchandeau) bị hủy bỏ, trong khi nghị định số 1775 ngày 5 tháng 9 năm 1943, tước quốc tịch một số công dân Pháp, đặc biệt là những người Do Thái từ Đông Âu. Người nước ngoài bị quây trong "Các nhóm công nhân nước ngoài" (groupements de travailleurs étrangers) và, như các đội quân thuộc địa, bị người Đức dùng làm nguồn nhân công. Đạo luật về người Do Thái loại bỏ họ khỏi bộ máy dân sự.
Chính phủ Vichy cũng thông qua các điều luật phân biệt chủng tộc trên các lãnh thổ của họ ở Bắc Phi (Morocco, Algeria và Tunisia).
"Lịch sử nạn diệt chủng tại ba thuộc địa ở Bắc Phi của Pháp (Algeria, Morocco, và Tunisia) thực chất gắn liền với số phận của nước Pháp trong giai đoạn này."
Về mức đóng góp vào nền kinh tế Đức, ước tính Pháp cung cấp 42% viện trợ nước ngoài.

#### Các chính sách ưu sinh
Năm 1941 người đoạt giải Nobel Alexis Carrel, một người đề xuất ưu sinh và chết không đau đớn, và là một thành viên của Đảng Nhân dân Pháp (PPF) của Jacques Doriot, đã ủng hộ việc thành lập Fondation Française pour l'Étude des Problèmes Humains (Quỹ nghiên cứu các vấn đề con người Pháp), với những mối quan hệ với nội các Pétain. Chịu trách nhiệm "nghiên cứu, ở mọi khía cạnh, các biện pháp với mục đích bảo vệ, cải thiện và phát triển dân số Pháp ở mọi hoạt động", Quỹ được thành lập theo nghị định của chế độ cộng tác Vichy năm 1941, và Carrel được chỉ định làm 'thành viên quản trị'. Trong một khoảng thời gian quỹ này có tổng thư ký là François Perroux.
Quỹ hoạt động theo điều Luật ngày 16 tháng 12 năm 1942 yêu cầu "chứng nhận prenuptial", theo đó mọi cặp nam nữ muốn kết hôn phải đệ trình một xác nhận sinh học, để đảm bảo "sức khỏe tốt" của các cặp vợ chồng, đặc biệt về các bệnh lây truyền qua đường tình dục (STD) và "vệ sinh cuộc sống". Viện của Carrel cũng tạo ra "học bạ" ("livret scolaire"), có thể được sử dụng để ghi lại các cấp học của học sinh ở cấp hai, và nhờ vậy xếp hạng và lựa chọn học sinh theo khả năng tại trường học.  Bên cạnh các hoạt động ưu sinh hướng tới việc xếp loại dân số và "cải thiện" "sức khỏe" nhân dân, Quỹ cũng ủng hộ điều luật ngày 11 tháng 20 năm 1946 bắt đầu thực hiện y tế nghề nghiệp, được Chính phủ Lâm thời Cộng hòa Pháp (GPRF) phê chuẩn sau giải phóng.
Quỹ thực hiện các cuộc nghiên cứu về nhân khẩu (Robert Gessain, Paul Vincent, Jean Bourgeois), dinh dưỡng (Jean Sutter), và nhà ở (Jean Merlet), cũng như tổ chức các cuộc khảo sát đầu tiên (Jean Stoetzel). Quỹ này, sau chiến tranh trở thành viện nhân khẩu học INED, có 300 nhà nghiên cứu từ mùa hè năm 1942 tới mùa thu  năm 1944. "Quỹ có mục đích hoạt động như một định chế công dưới sự đồng giám sát của các bộ trưởng tài chính và y tế công cộng. Quỹ có quyền tự chủ tài chính và một ngân sách bốn mươi triệu franc, gần một franc trên mỗi người dân: một khoản chi khá lớn trong điều kiện những gánh nặng bồi thường cho quân chiếm đóng Đức với các nguồn tài nguyên quốc gia. Theo so sánh, toàn bộ Trung tâm Nghiên cứu Khoa học Quốc gia (CNRS) được cung cấp một ngân sách năm mươi triệu franc."
Alexis Carrel trước đó vào năm 1935 đã xuất bản một cuốn sách best-selling L'Homme, cet inconnu ("Con người, Điều chưa biết"). Từ đầu thập niên 1930, Carrel đã ủng hộ việc sử dụng các phòng khí ngạt để loại bỏ cho nhân loại những "súc vật hạ lưu", tán thành lý thuyết chủ nghĩa phân biệt chủng tộc khoa học . Một trong những người sáng lập các lý thuyết giả khoa học là Arthur de Gobineau trong tiểu luận năm 1853–1855 của mình với tiêu đề Một tiểu luận về sự Bất bình đẳng giữa các giống người. Trong lời nói đầu năm 1936 khi xuất bản cuốn sách của mình tại Đức, Alexis Carrel đã thêm những lời ca tụng các chính sách ưu sinh của Third Reich, viết:
Chính phủ Đức đã thực hiện các biện pháp ưu sinh chống lại sư lan truyền những tàn tật, những bệnh tâm thần và tội ác. Giải pháp lý tưởng sẽ là việc ngăn cản mỗi cá nhân đó ngay khi anh ta biểu lộ sự nguy hiểm.
Carrel cũng viết trong cuốn sách của mình rằng:
việc đánh roi có quy định các tội phạm, hay một số quy trình khoa học khác, tiếp theo là một thời gian ngắn trong bệnh viện, có thể đủ để đảm bảo trật tự. Những kẻ đã giết người, ăn cướp có vũ trang bằng súng lục hay súng máy, bắt cóc trẻ em, cưỡng đoạt tiền của người nghèo, lừa mị dân chúng về các vấn đề quan trọng, phải bị tống một cách nhân đạo và kinh tế vào các cơ sở loại trừ nhỏ được trang bị các loại khí gas thích hợp. Một sự điều trị tương tự có thể được áp dụng một cách hữu ích với người điên, người phạm tội ác.
Alexis Carrel cũng đã tham gia tích cực vào một hội nghị tại Pontigny do Jean Coutrot tổ chức, "Entretiens de Pontigny". Các học giả như Lucien Bonnafé, Patrick Tort và Max Lafont đã buộc tội Carrel chịu trách nhiệm về việc hành quyết hàng ngàn người mắc bệnh tâm thần hay các bệnh nhân yếu đuối dưới chế độ Vichy.

#### Đạo luật về người Do Thái

Poster trên cửa vào cuộc triển lãm bài Do Thái được gọi là "Người Do Thái và nước Pháp"

Một sắc lệnh ngày 21 tháng 9 năm 1940 của Phát xít buộc người Do Thái ở "vùng chiếm đóng" phải khai báo tại một đồn cảnh sát hay sub-prefectures (sous-préfectures). Dưới quyền quản lý của André Tulard, lãnh đạo Sở ngoại kiều và các Vấn đề Do Thái tại Cảnh sát Quận Paris, một hệ thống thanh lọc đăng ký người Do Thái được thành lập. Tulard trước đó đã lập ra một hệ thống như vậy thời Đệ Tam Cộng hòa, đăng ký các thành viên của Đảng Cộng sản (PCF). Tại khu vực hành chính Seine, bao gồm Paris và vùng phụ cận, gần 150,000 người, không biết về mối nguy hiểm đang tới và với sự hỗ trợ của cảnh sát, đã có mặt tại các đồn cảnh sát theo quân lệnh. Họ đăng ký thông tin và sau đó bị cảnh sát Pháp quản lý, theo lệnh của Tulard cảnh sát cũng lập ra một hệ thống thanh lọc. Theo Dannecker tường thuật, "hệ thống thanh lọc này được chia tiếp thành các hồ sơ theo vần ABC, người Do Thái có quốc tịch Pháp và người Do Thái nước ngoài được xếp vào các hồ sơ có màu khác nhau, các hồ sơ cũng được xếp loại theo nghề nghiệp, quốc tịch hay tên phố [hay nơi ở] " ). Các hồ sơ này sau đó được trao cho Theodor Dannecker, lãnh đạo Gestapo tại Pháp, theo các mệnh lệnh của Adolf Eichmann, lãnh đạo RSHA IV-D. Chúng được lực lượng Gestapo sử dụng trong nhiều cuộc bắt bớ, trong số đó có cuộc lùng bắt tháng 8 năm 1941 tại quận 11 của Paris, khiến 3,200 người Do Thái nước ngoài và 1,000 người Do Thái Pháp bị giam giữ trong nhiều trại tập trung, gồm cả trại Drancy.
Ngày 3 tháng 10 năm 1940, chính phủ Vichy tình nguyện công bố Quy chế về người Do Thái đầu tiên, tạo ra một hạng công dân Pháp cấp hai đặc biệt, và lần đầu tiên tại Pháp, buộc phân tách chủng tộc. Quy chế năm 1940 loại bỏ người Do Thái khỏi bộ máy hành chính, các lực lượng vũ trang, ngành giải trí, nghệ thuật, truyền thông và một số loại nghề nghiệp, như giáo viên, luật và y khoa. Một Cục về người Do Thái (CGQJ, Commissariat Général aux Questions Juives) được lập ra ngày 29 tháng 3 năm 1941. Nó nằm dưới sự lãnh đạo của Xavier Vallat cho tới tháng 5 năm 1942, và sau đó của Darquier de Pellepoix tới tháng 2 năm 1944. Phản ánh Reich Association of Jews, Union Générale des Israélites de France được thành lập.
Tại vùng chiếm đóng phía bắc của Đức, người Do Thái bị buộc phải đeo các dấu hiệu vàng – một cách làm theo kiểu Thiên chúa và Hồi giáo bài Do Thái thời Trung Cổ. Cảnh sát Pháp hỗ trợ việc phân phát các dấu hiệu.
Cảnh sát giám sát việc tịch thu điện thoại và radio từ các hộ gia đình Do Thái và thiết lập một lệnh giới nghiêm với người Do Thái bắt đầu từ tháng 2 năm 1942. Họ cũng thực hiện các yêu cầu buộc người Do Thái không được xuất hiện tại những nơi công cộng, và chỉ được ngồi trên những toa cuối cùng trên các tuyến metro Paris.
Cùng với nhiều viên chức cảnh sát Pháp, André Tulard có mặt vào ngay khai trương trại giam giữ Drancy năm 1941, nơi được cảnh sát Pháp sử dụng làm điểm trung chuyển những người bị tạm giữ bị bắt ở Pháp. Tất cả người Do Thái và những người thuộc diện "không mong muốn" khác đều phải qua Drancy trước khi tới Auschwitz và các trại tập trung khác.

### Cuộc vây bắt Vel' d'Hiv tháng 7 năm 1942
Tháng 7 năm 1942, theo lệnh của Đức, cảnh sát Pháp tổ chức Cuộc vây bắt Vel' d'Hiv (Rafle du Vel' d'Hiv) theo lệnh của René Bousquet và người phó của ông ta tại Paris, Jean Leguay với sự hợp tác của các cơ quan thuộc SNCF, công ty đường sắt quốc gia. Cảnh sát đã bắt giữ 13,152 người Do Thái, gồm cả 4,051 trẻ em—là đối tượng Gestapo không yêu cầu—và 5,082 phụ nữ vào ngày 16 và 17 tháng 7, và giam họ tại Winter Velodrome trong những điều kiện vệ sinh tồi tàn. Họ bị đưa tới trại giam giữ Drancy (do nhân vật Phát xít Alois Brunner, ông này hiện vẫn bị truy nã về những tội ác chống lại loài người, và sở cảnh sát Pháp lãnh đạo), sau đó bị nhồi lên những toa xe hàng và bị đưa tới Auschwitz. Đa số các nạn nhân chết dọc đường vì thiếu thức ăn và nước. Những người còn sống sót bị đưa vào những phòng khí độc. Chỉ riêng cuộc vây bắt này đã chiếm hơn một phần tư trong tổng số 42,000 người Do Thái Pháp bị đưa tới các trại tập trung năm 1942, trong số đó chỉ 811 còn trở về sau chiến tranh. Dù Nazi VT (Verfügungstruppe) đã ra lệnh đầu tiên cho hành động này, các cơ quan cảnh sát Pháp đã tham gia tích cực vào nó. Ngày 16 tháng 7 năm 1995, tổng thống Jacques Chirac chính thức xin lỗi về sự tham gia của các lực lượng cảnh sát Pháp vào cuộc vây bắt tháng 7 năm 1942. "Đã không có sự kháng cự hiệu quả của cảnh sát cho tới tận cuối mùa Xuân năm 1944", nhà sử học Jean-Luc Einaudi và Maurice Rajsfus đã viết

### Các cuộc đột kích tháng 8 năm 1942 và tháng 1 năm 1943
Cảnh sát Pháp, dưới sự lãnh đạo của Bousquet, đã bắt giữ 7,000 người Do Thái ở vùng phía Nam vào tháng 8 năm 1942. 2,500 người trong số họ bị trung chuyển qua Trại des Milles gần Aix-en-Provence trước khi bị đưa tới Drancy. Sau đó, vào ngày 22, 23 và 24 tháng 1 năm 1943, với sự hỗ trợ của lực lượng cảnh sát của Bousquet, người Đức đã tổ chức một cuộc vây bắt tại Marseilles. Trong Trận Marseilles, cảnh sát Pháp đã kiểm tra các giấy chứng minh của 40,000 người, và chiến dịch đã khiến 2,000 người dân 2,000 Marseillese bị đưa tới những chuyến tàu chết, đến các trại tiêu diệt. Chiến dịch cũng bao gồm việc trục xuất toàn bộ vùng lân cận (30,000 người) tại Old Port trước khi phá hủy nó. Trong dịp này SS-Gruppenführer Karl Oberg, chịu trách nhiệm về Cảnh sát Đức tại Pháp, đã thực hiện chuyến đi từ, và trao cho Bousquet những mệnh lệnh nhận trực tiếp từ Himmler. Đây là một ví dụ điển hình khác về sự cộng tác cố ý của cảnh sát Pháp với Phát xít.

## Những người Phápcộng tác

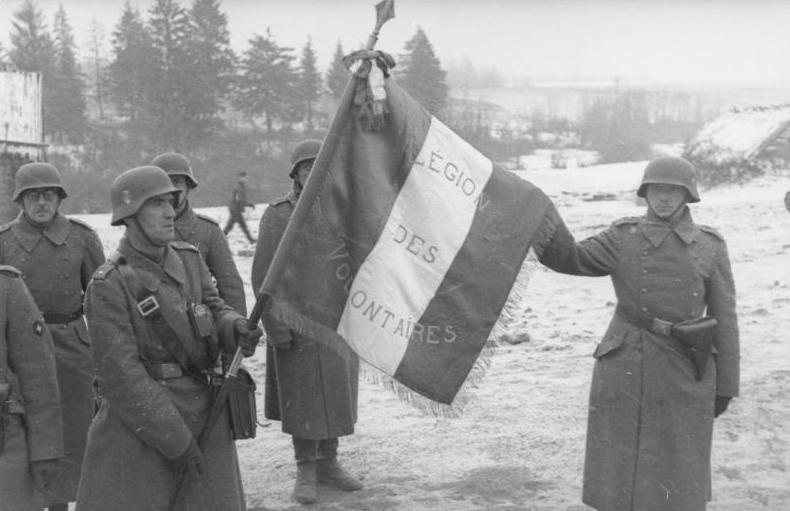
Légion des Volontaires chiến đấu cùng phe Trục trên mặt trận Nga.

Stanley Hoffmann trong tác phẩm năm 1974 của mình, và sau ông, một số nhà sử học khác như Robert Paxton và Jean-Pierre Azéma đã sử dụng thuật ngữ những người cộng tác để chỉ những kẻ phát xít và những người có thiện cảm với chủ nghĩa Phát xít, những người vì các lý do lý tưởng, muốn tăng cường sự hợp tác với nước Đức của Hitler. Những ví dụ gồm lãnh đạo Parti Populaire Français (PPF) Jacques Doriot, tác gia Robert Brasillach hay Marcel Déat. Một động cơ chính và nền tảng lý tưởng trong số những người cộng tác là chống chủ nghĩa cộng sản và mong muốn chứng kiến sự thất bại của những người Bolshevik.
Một số người Pháp ủng hộ các triết lý phát xít thậm chí trước khi nước này bị chiếm đóng. Những tổ chức như La Cagoule đã góp phần gây ra sự bất ổn định của Đệ Tam Cộng hòa, đặc biệt khi phe cánh tả Mặt trận Bình dân cầm quyền. Một ví dụ quan trọng là người sáng lập nhãn hiệu mỹ phẩm L'Oréal, Eugène Schueller, và bạn đồng liêu Jacques Corrèze.
Những người hợp tác có thể đã gây ảnh hưởng tới những chính sách của chính phủ Vichy, nhưng những người cộng tác quá khích không bao giờ bao gồm phần đông chính phủ trước năm 1944.
Để gia tăng ý chí của chế độ, một số tổ chức bán vũ trang, với tư tưởng phát xít được thành lập. Một ví dụ đặc trưng là "Légion Française des Combattants" (LFC) (Quân đoàn Chiến binh Pháp), ban đầu chỉ gồm những cựu chiến binh, nhưng nhanh chóng có thêm "Amis de la Légion" và các học viên của Quân đoàn, những người chưa bao giờ tham gia chiến trận, nhưng ủng hộ chế độ của Pétain. Cái tên quân đoàn nhanh chóng được đổi thành "Légion Française des Combattants et des volontaires de la Révolution Nationale" (Quân đoàn Chiến binh và Tình nguyện viên Pháp vì Cách mạng Quốc gia). Joseph Darnand đã lập ra một "Service d'Ordre Légionnaire" (SOL), gồm chủ yếu người Pháp ủng hộ Phát xít, tổ chức này được Pétain nhiệt tình ủng hộ.

## Quan hệ với các cường quốc Đồng Minh
- Hoa Kỳ trao cho chính phủ Vichy sự công nhận ngoại giao toàn diện, cử Đô đốc William D. Leahy tới Pháp làm Đại sứ. Tổng thống Franklin D. Roosevelt và Ngoại trưởng Cordell Hull hy vọng sử dụng ảnh hưởng của Mỹ để khuyến khích những người có lập trường chống sự hợp tác quân sự với Đức trong chính phủ Vichy. Người Mỹ cũng hy vọng khuyến khích chính phủ Vichy chống lại các yêu sách chiến tranh của Đức, như các căn cứ không quân tại Syria ủy trị của Pháp hay cho chuyên chở quân nhu qua các lãnh thổ Pháp vào Bắc Phi. Quan điểm then chốt của Mỹ là Pháp phải không hành động cũng như không bị ràng buộc bởi các điều khoản ngừng chiến có thể gây phương hại tới những nỗ lực chiến tranh của Đồng Minh.
- Liên Xô duy trì quan hệ ngoại giao toàn diện với chính phủ Vichy cho tới ngày 30 tháng 6 năm 1941. Các quan hệ này chấm dứt sau khi chính phủ Vichy ủng hộ Chiến dịch Barbarossa.
- Vì những yêu cầu của Anh và tính nhạy cảm do những công dân gốc Pháp của mình, Canada duy trì quan hệ ngoại giao toàn diện với chế độ Vichy cho tới đầu tháng 11 năm 1942 và Case Anton.[37]
- Australia duy trì quan hệ ngoại giao đầy đủ với chính phủ Vichy cho tới cuối cuộc chiến, và cũng có quan hệ ngoại giao đầy đủ với Pháp Tự do.[38]
- Vương quốc Anh, một thời gian ngắn sau Thỏa thuận đình chiến (22 tháng 6 năm 1940), đã tấn công một lực lượng hải quân lớn của Pháp tại Mers-el-Kebir, giết hại 1,297 quân nhân Pháp. Chính phủ Vichy hạ cấp quan hệ ngoại giao. Người Anh sợ rằng hạm đội hải quân pháp có thể bị rơi vào tay Đức và sử dụng để chống lại những hạm đội của họ, vốn có tầm quan trọng rất lớn trong việc duy trì đường hàng hải và liên lạc ở Bắc Đại Tây Dương. Theo hiệp định đình chiến, Pháp đã được phép giữ lại lực lượng hải quân của mình, Marine Nationale, với những điều kiện chặt chẽ. Chính phủ Vichy đã cam kết hạm đội sẽ không bao giờ rơi vào tay Đức, nhưng từ chối đưa hạm đội tới khu vực nước Đức có thể với tới bằng cách gửi chúng tới Anh hay xa hơn nữa là đến các lãnh thổ hải ngoại của đế quốc Pháp như Tây Ấn. Điều này chưa làm Winston Churchill an tâm hoàn toàn, ông ra lệnh chiếm những chiếc tàu của Pháp tại các cảng của Hải quân Hoàng gia. Hạm đội Pháp tại Alexandria, dưới quyền chỉ huy của Đô đốc René-Emile Godfroy, đã bị kìm giữ hiệu quả cho tới năm 1943 sau khi đạt một thỏa thuận với Đô đốc Andrew Browne Cunningham, chỉ huy Hạm đội Địa Trung Hải.

Lập trường của Mỹ với chế độ Vichy Pháp và tướng De Gaulle đặc biệt do dự và mâu thuẫn. Tổng thống Roosevelt không thích Charles de Gaulle, người ông coi như một "kẻ độc tài học việc." Robert Murphy, đại diện của Roosevelt tại Bắc Phi, đã bắt đầu chuẩn bị một cuộc đổ bộ vào Bắc Phi từ tháng 12 năm 1940 (ví dụ một năm trước khi Mỹ tham chiến). Ban đầu Mỹ tìm cách ủng hộ Tướng Maxime Weygand, tướng ủy nhiệm của Vichy tại châu Phi cho tới tháng 12 năm 1941. Khi lựa chọn này không thành công, họ quay sang Henri Giraud một thời gian ngắn trước cuộc đổ bộ vào Bắc Phi ngày 8 tháng 11 năm 1942. Cuối cùng, sau khi François Darlan quay sang Các Lực lượng Tự do – Darlan đã từng là chủ tịch Hội đồng chính phủ Vichy từ tháng 2 năm 1941 đến tháng 4 năm 1942 – họ đặt ông chống lại de Gaulle. Tướng Mỹ Mark W. Clark thuộc ban chỉ huy phối hợp của Đồng Minh đã khiến Đô đốc Darlan ký ngày 22 tháng 11 năm 1942 một hiệp ước đặt "Bắc Phi dưới sự sắp đặt của người Mỹ" và khiến Pháp trở thành "một quốc gia chư hầu." Washington khi ấy tưởng tượng, trong giai đoạn 1941 và 1942, về một vị thế bảo hộ cho Pháp, và sau Giải phóng sẽ được đề xuất lên một Chính phủ Quân sự Đồng minh tại những Vùng Lãnh thổ Chiếm đóng (AMGOT) như Đức. Sau vụ ám sát Darlan ngày 24 tháng 12 năm 1942, Washington quay lại với Henri Giraud, người có các trách nhiệm tài chính trong chính phủ Vichy, và Lemaigre-Dubreuil, doanh nhân và là cựu thành viên của La Cagoule, cũng như Alfred Pose, tổng giám đốc Banque nationale pour le commerce et l'industrie (Ngân hàng Thương mại và Công nghiệp Quốc gia).

## Thành lập Các Lực lượng Pháp Tự do

Poster của Révolution nationale trên đó Kháng chiến đã gắn huy hiệu của Cộng hòa Vercors Tự do với hình chữ V chiến thắng và Thập tự Lorraine

Để chống lại chế độ Vichy, Tướng Charles de Gaulle đã lập ra Các Lực lượng Pháp Tự do (FFL) sau bài phát biểu Kêu gọi ngày 18 tháng 6 năm 1940 trên radio của ông. Ban đầu, Winston Churchill chơi bài nước đôi về de Gaulle và ông chỉ cắt đứt quan hệ với chính phủ Vichy khi mọi thứ rõ ràng rằng họ sẽ không chiến đấu. Thậm chí khi đó, cơ quan đầu não của Pháp Tự do tại London vẫn bị rạn nứt bởi sự chia rẽ từ bên trong và sự đố kị.
Sự tham gia của các lực lượng Pháp Tự do vào chiến dịch Syria là điều gây tranh cãi giữa các nước Đồng Minh. Nó đặt ra nguy cơ người Pháp sẽ chiến đấu với người Pháp, khiến mọi người lo ngại về một cuộc nội chiến. Ngoài ra, mọi người tin rằng Pháp Tự do bị các tướng lĩnh trong chính phủ Vichy căm ghét, và rằng các lực lượng Vichy tại Syria có lẽ sẽ không chống lại người Anh nếu lực lượng Anh không có các thành phần của Pháp Tự do. Tuy nhiên, de Gaulle đã thuyết phục Churchill cho phép các lực lượng của ông tham gia, dù de Gaulle bị buộc phải đồng ý tham gia một tuyên bố chung giữa người Anh và Pháp Tự do hứa hẹn rằng Syria và Liban sẽ hoàn toàn độc lập sau chiến tranh.
Tuy nhiên, vẫn còn một số tàu chiến Pháp nằm dưới sự kiểm soát của chính phủ Vichy. Một hạm đội tàu lớn ở tại cảng Mers El Kébir gần Oran. Phó Đô đốc Somerville, với Lực lượng H dưới quyền chỉ huy của ông, được gia lệnh giải quyết tình huống vào tháng 7 năm 1940. Nhiều điều khoản đã được đề xuất cho đội tàu Pháp, nhưng tất cả đã bị bác bỏ. Cuối cùng, Lực lượng H khai hỏa vào các tàu chiến Pháp. Gần 1,000 lính thủy Pháp chết khi Bretagne nổ tung trong cuộc tấn công. Chưa tới hai tuần sau thỏa thuận ngừng bắn, người Anh đã bắn vào các lực lượng của đồng minh cũ của mình. Kết quả gây sốc và dẫn tới sự oán hận với người Anh từ Hải quân Pháp, và ở một mức độ thấp hơn là người dân Pháp.

## Lịch sử kinh tế xã hội
Chính quyền Vichy phản đối mạnh mẽ các khuynh hướng xã hội "hiện đại" và đã tìm cách thông qua "cải tạo quốc gia" để khôi phục cách hành xử trở lại theo truyền thống Cơ đốc giáo.

### Kinh tế
Chính phủ Vichy tán dương những người lao động có tay nghề và những tiểu chủ. Tuy nhiên, trên thực tế, nhu cầu về những thợ thủ công để làm gia các vật liệu thô đã bị bỏ qua để nhường chỗ cho những doanh nghiệp lớn. Ủy ban Toàn thể của Tổ chức Thương mại (CGOC) là một chương trình quốc gia để hiện đại hóa và chuyên môn hóa những doanh nghiệp nhỏ.
Năm 1940 chính phủ nắm quyền kiểm soát trực tiếp tất cả công việc sản xuất, được đồng bộ hóa với các yêu cầu của người Đức. Họ thay thế các công đoàn tự do bằng các công đoàn bắt buộc của nhà nước độc quyền quản lý chính sách lao động mà không cần biết tới nhu cầu cũng như tư tưởng của người lao động. Sự kiểm soát tập trung và quan liêu với nền kinh tế Pháp không mang lại thành công, khi những đòi hỏi của Đức ngày càng nhiều và trở nên không thể đáp ứng, sự kháng cự thụ động và không hiệu năng gia tăng, và những cuộc ném bom vào các ga tàu của Đồng Minh; tuy nhiên, chính phủ Vichy đã lần đầu thực hiện các kế hoạch kinh tế dài hơi và cụ thể cho nền kinh tế Pháp. Chính phủ trước đó chưa bao giờ nỗ lực có một cái nhìn tổng quan và toàn diện. Chính phủ Lâm thời của De Gaulle năm 1944-45 đã âm thầm sử dụng các kế hoạch của chính phủ Vichy như chương trình tái thiết của chính mình. Kế hoạch Monnet năm 1946 hầu như dựa hoàn toàn theo các kế hoạch của Vichy. Vì thế cả hai đội các nhà hoạch định kinh tế thời chiến và thời đầu hậu chiến đều loại bỏ các chính sách để thị trường tự do phát triển và nắm lấy nguyên lý kiểm soát mạnh mẽ kinh tế và một nền kinh tế kế hoạch.

### Phụ nữ
Hệ tư tưởng chính thức của Cách mạng Quốc gia gắn chặt với gia đình phụ hệ, đứng đầu là một người đàn ông chủ gia đình với một người vợ phụ thuộc và sinh đẻ nhiều con cái. Nó trao cho phụ nữ một vai trò biểu tượng chính để thực hiện phục hồi quốc gia. Nó sử dụng tuyên truyền, các tổ chức phụ nữ, và lập pháp để khuyến khích thiên chức người mẹ, trách nhiệm quốc gia, và sự gắn bó của phụ nữ với hôn nhân, gia đình và giáo dục trẻ em. Tỷ lệ sinh đẻ giảm có lẽ là một vấn đề nghiêm trọng với chính phủ Vichy. Họ đã đưa ra các khoản trợ cấp gia đình và phản đối kiểm soát sinh sản và phá thai. Các điều kiện rất khó khăn với những bà vợ, bởi thực phẩm và hầu hết các vật phẩm cần thiết đều khan hiếm.
Phía bên kia là những phụ nữ theo Kháng chiến, nhiều người trong số họ liên kết với các nhóm chiến đấu có quan hệ với Đảng Cộng sản Pháp (PCF), phá vỡ ranh giới giới tính khi cùng chiến đấu với những người đàn ông. Sau chiến tranh, những đóng góp của họ bị quên lãng, nhưng nước Pháp đã cho phép phụ nữ bầu cử vào năm 1944.

## Các thuộc địa Pháp và Chính phủ Vichy
Ở Trung Phi ba trong bốn thuộc địa chính tại Châu Phi Xích đạo thuộc Pháp đã hầu như lập tức bỏ theo Pháp tự do, Tchad ngày 26 tháng 8 năm 1940, Congo thuộc Pháp ngày 29 tháng 8 năm 1940, và Ubangi-Shari ngày 30 tháng 8 năm 1940. Tiếp theo là thuộc địa Cameroon ngày 27 tháng 8 năm 1940. Thuộc địa cuối cùng tại Châu Phi Xích đạo thuộc Pháp, Gabon, đã bị lực lượng quân đội chiếm từ 27 tháng 10 tới 12 tháng 11 năm 1940. Ở thời điểm ấy, đa số thuộc địa có khuynh hướng ngả theo Đồng Minh một cách hòa bình trước những sự kiện luôn thay đổi. Tuy nhiên, điều này không xảy ra trong một đêm: Guadeloupe và Martinique ở Tây Ấn, cũng như Guiana thuộc Pháp ở bờ biển phía bắc Nam Myux, mãi tới năm 1943 mới theo Pháp tự do. Trong khi ấy, các thuộc địa Ả Rập của Pháp (Syria, Algeria, Tunisia, và Morocco) nói chung vẫn ở dưới sự kiểm soát của chính phủ Vichy cho tới khi bị các lực lượng Đồng Minh chiếm đóng. Điều này chủ yếu bởi sự lân cận của chúng với châu Âu khiến các thuộc địa này dễ dàng được duy trì khi không có sự can thiệp của Đồng Minh; sự gần gũi cũng khiến các thuộc địa đó có tầm quan trọng chiến lược với mặt trận châu Âu trong cuộc chiến. Trái lại, những thuộc địa xa xôi của Pháp ban đầu liên kết với Các Lực lượng Pháp Tự do, dù có hành động của Pháp Tự do như tại Saint Pierre và Miquelon (dù Hoa Kỳ mong muốn điều ngược lại) hay tự phát như tại Polynesia thuộc Pháp.

### Xung đột với Anh tại Mers-el-Kebir, Dakar, Gibraltar, Syria, và Madagascar

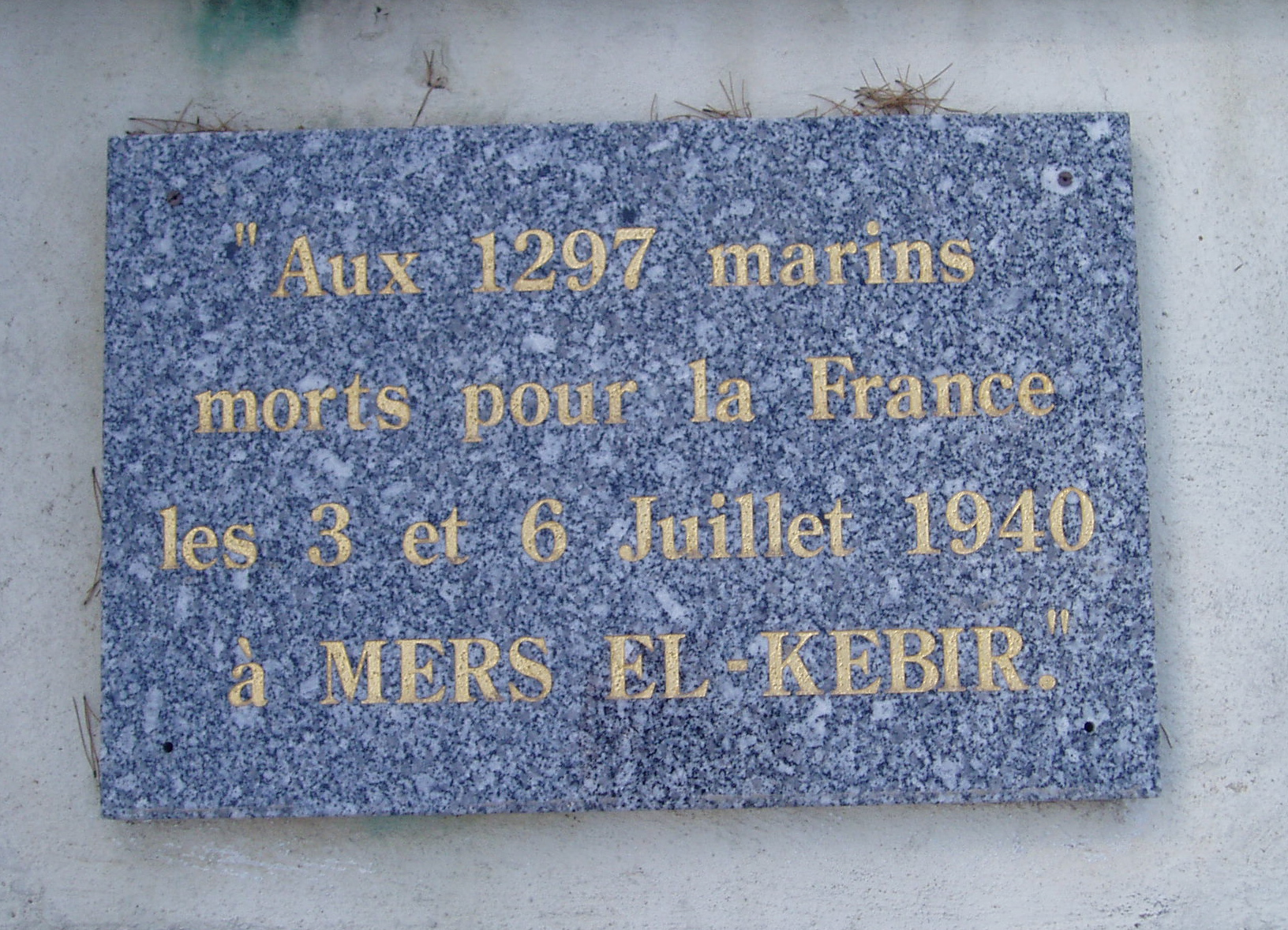
Đài tưởng niệm 1,297 thủy thủ Pháp chết trong trận ném bom của Anh vào hạm đội của Pháp tại Mers El Kebir.

Quan hệ giữa Vương quốc Anh và chính phủ Vichy gặp nhiều trắc trở. Chính phủ Vichy đã hủy bỏ quan hệ ngoại giao với Vương quốc Anh ngày 5 tháng 7 năm 1940, sau khi Hải quân Hoàng gia ném bom các tàu chiến Pháp tại cảng Mers-el-Kebir, Algeria. Vụ ném bom hạm đội Pháp diễn ra sau một giai đoạn nghi kỵ trong đó người Anh đòi hỏi người Pháp hoặc phải đánh đắm hoặc di tản tới một cảng trung lập hoặc gia nhập với họ trong cuộc chiến chống Phát xít Đức. Những đề xuất này đều bị từ chối và hạm đội đã bị phá hủy. Hành động này của Anh đã làm xấu đi quan hệ giữa hai cựu đồng minh và khiến có thêm nhiều người Pháp gia nhập với chính phủ Vichy chống lại Pháp Tự do được Anh ủng hộ.
Ngày 23 tháng 9 năm 1940, Hải quân Hoàng gia Anh và các lực lượng Pháp tự do dưới quyền chỉ huy của Tướng De Gaulle thực hiện Chiến dịch Menace, một nỗ lực để chiếm cảng chiến lược Dakar, đang thuộc quyền quản lý của chính phủ Vichy, tại Tây Phi thuộc pháp (Senegal ngày nay). Sau khi những nỗ lực đàm phán về một sự chuyển giao hòa bình bị bác bỏ, một cuộc chiến mãnh liệt nổ ra giữa lực lượng Vichy và quân Đồng Minh. Tàu HMS Resolution bị pháo phòng thủ bờ biển của quân Vichy bắn thiệt hại nặng, và quân đội Pháp Tự do đổ bộ xuống một bờ biển phía nam cảng bị hỏa lực phòng thủ mạnh quét sạch. Tồi tệ hơn, từ quan điểm chiến lược, các máy bay ném bom của Không quân Vichy Pháp (Armée de l'Air de Vichy) đồn trú tại Bắc Phi bắt đầu ném bom căn cứ của Anh tại Gibraltar để trả đũa vụ tấn công vào Dakar. Bất ngờ trước sự chống trả quyết liệt của lực lượng Vichy, và không muốn khiến cuộc xung đột leo thang thêm, người Anh và lực lượng Pháp Tự do rút lui ngày 25 tháng 9, chấm dứt trận đánh.
Vụ việc tiếp theo giữa người Anh và chính phủ Vichy Pháp diễn ra khi một cuộc nổi dậy tại Iraq bị các lực lượng Anh đàn áp tháng 6 năm 1941. Một lượng nhỏ máy bay của không quân Đức (Luftwaffe) và Không quân Italia (Regia Aeronautica), bay qua Syria thuộc Pháp, can thiệp vào cuộc nổi dậy. Việc này cho thấy Syria đang là một mối đe dọa với các lợi ích của Anh ở Trung Đông. Cuối cùng, ngày 8 tháng 6, các lực lượng Anh và Khối thịnh vượng chung xâm chiếm Syria và Liban. Sự kiện này được gọi là Chiến dịch Syria-Liban hay chiến dịch Exporter. Thủ đô Syria, Damascus, bị chiếm ngày 17 tháng 6 và năm tuần chiến dịch chấm dứt với sự sụp đổ của Beirut và Hiệp định Acre (Hiệp định ngừng bắn Saint Jean d'Acre) ngày 14 tháng 7 năm 1941.
Từ ngày 5 đến ngày 6 tháng 11 năm 1942 các lực lượng Anh và Khối thịnh vượng chung đã tiến hành Chiến dịch Ironclad, chiếm đảo lớn Madagascar đang thuộc quyền quản lý của chính quyền Vichy, nơi người Anh sợ các lực lượng Nhật Bản có thể sử dụng như một căn cứ để ngăn chặn thương mại và liên lạc tại Ấn Độ Dương. Cuộc đổ bộ ban đầu tại Diégo-Suarez diễn ra khá nhanh, dù quân Anh còn mất thêm sáu tháng nữa để kiểm soát toàn bộ hòn đảo.

### Đông Dương

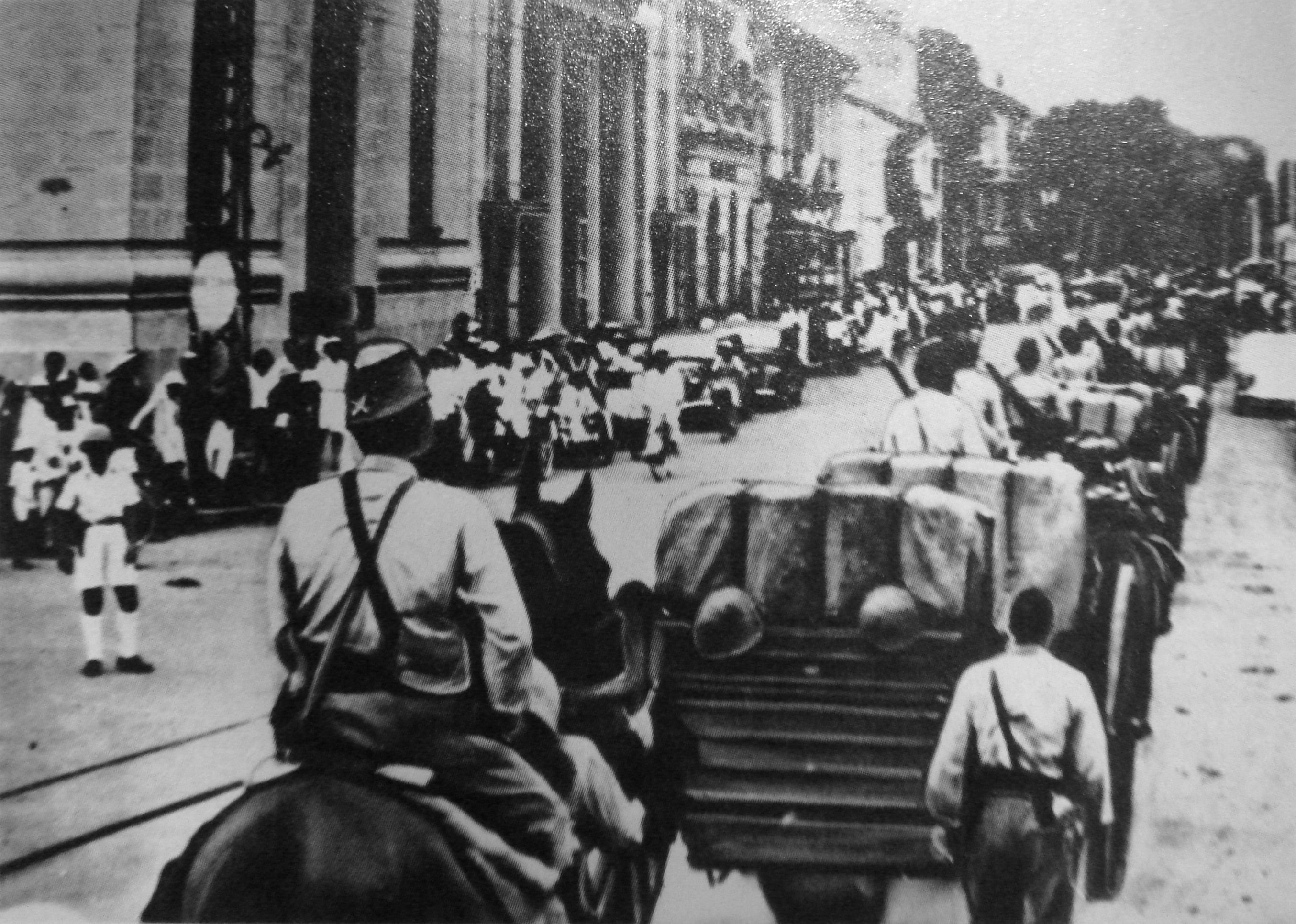
Quân đội Nhật tiến vào Sài Gòn năm 1941

Tháng 6 năm 1940 Sự sụp đổ của Pháp rõ ràng khiến khả năng kiểm soát Đông Dương của Pháp yếu đi trông thấy. Bộ máy cai trị thuộc địa bị cô lập, dưới sự lãnh đạo của Patrick He, bị cắt hoàn toàn khỏi sự giúp đỡ và nguồn cung cấp từ bên ngoài. Sau những cuộc đàm phán với Nhật Bản, Pháp đã đồng ý để Nhật thiết lập các căn cứ quân sự tại Đông Dương.
Thái độ cư xử có vẻ nhún nhường này đã khiến chế độ của Thiếu tướng Plaek Pibulsonggram, Thủ tướng Vương quốc Thái Lan, cho rằng chính phủ Vichy Pháp sẽ không đương đầu một cách nghiêm túc với một cuộc xung đột với Thái Lan. Tháng 10 năm 1940, các lực lượng quân sự Thái tấn công qua biên giới với Đông Dương dẫn tới cuộc Chiến tranh Pháp-Thái. Dù quân Pháp giành được một chiến thắng quan trọng trên biển trước người Thái, quân Nhật đã buộc Pháp phải chấp nhận một hiệp ước hòa bình và trao lại một số vùng lãnh thổ thuộc Campuchia và Lào đã bị chiếm từ Thái hồi đầu thế kỷ cho người Thái. Sự mất mát lãnh thổ này là một cú đấm mạnh vào lòng kiêu hãnh của người Pháp, đặc biệt bởi tàn tích Angkor Wat, mà người Pháp đặc biệt tự hào, nằm ở vùng thuộc lãnh thổ Campuchia bị trao lại cho Thái Lan.
Người Pháp được tiếp tục quản lý Đông Dương trong hòa bình cho tới ngày 9 tháng 3 năm 1945, khi Nhật thực hiện một cuộc đảo chính tại Đông Dương và đạo diễn cho Bảo Đại thành lập Đế quốc Việt Nam (một chính phủ bù nhìn thân Nhật).

### Somaliland thuộc Pháp
Trong cuộc xâm lược và chiếm đóng Ethiopia của Italia giữa thập niên 1930 và ở những giai đoạn đầu Thế chiến II, những cuộc xung đột biên giới thường xuyên diễn ra giữa các lực lượng tại Somaliland thuộc Pháp và các lực lượng tại Đông Phi thuộc Italia. Sau khi Pháp sụp đổ năm 1940, Somaliland thuộc Pháp tuyên bố trung thành với chính phủ Vichy. Thuộc địa này vẫn tiếp tục trung thành với nước Pháp Vichy trong Chiến dịch Đông Phi nhưng đứng ngoài cuộc xung đột. Tình trạng này kéo dài tới tận tháng 12 năm 1942. Tới thời điểm đó, người Italia đã bị đánh bại và thuộc địa của Pháp bị cô lập bởi một cuộc phong tỏa của Anh. Các lực lượng Pháp Tự do và Đồng Minh tái chiếm thủ đô thuộc địa Djibouti vào cuối năm 1942. Một tiểu đoàn địa phương từ Djibouti đã tham gia vào việc giải phóng nước Pháp năm 1944.

### Bắc Phi thuộc Pháp
Chiến dịch đánh chiếm Bắc Phi thuộc Pháp, Maroc, Algeria, và Tunisia, của Đồng Minh bắt đầu ngày 8 tháng 11 năm 1942, với những cuộc đổ bộ tại Morocco và Algeria. Cuộc tấn công này được gọi là Chiến dịch Ngọn đuốc, được thực hiện bởi Liên bang Xô viết đã thúc ép Hoa Kỳ và Anh Quốc bắt đầu các chiến dịch tại châu Âu, và mở ra một mặt trận thứ hai để giảm bớt áp lực của các lực lượng Đức trên quân đội Nga. Trong khi các chỉ huy Mỹ thích đổ bộ và chiếm châu Âu càng nhanh càng tốt (Chiến dịch Sledgehammer), các chỉ huy Anh tin rằng một động thái như vậy sẽ dẫn tới thảm họa. Một cuộc tấn công vào Bắc Phi thuộc Pháp được đề nghị thay thế. Cuộc tấn công này sẽ đẩy phe Trục khỏi Bắc Phi, cải thiện sự kiểm soát Địa Trung Hải của hải quân, và chuẩn bị một cuộc tấn công vào Nam Âu năm 1943. Tổng thống Mỹ Franklin Delano Roosevelt nghi ngại chiến dịch ở Bắc Phi sẽ loại bỏ một cuộc tấn công vào châu Âu năm 1943 nhưng đồng ý ủng hộ Thủ tướng Anh Winston Churchill.
Vào thời điểm diễn ra Chiến dịch Tunisia, các lực lượng Pháp tại Bắc Phi đã chuyển theo phe Đồng Minh, gia nhập Các Lực lượng Pháp Tự do.

### Châu Đại Dương
Các thuộc địa Pháp ở châu Đại Dương gia nhập phía Pháp Tự do năm 1940, hay một trường hợp là năm 1942. Sau đó các thuộc địa này trở thành các căn cứ cho quân Đồng Minh tại Thái Bình Dương và đóng góp quân lính cho Các Lực lượng Pháp Tự do.

#### New Hebrides
Tại New Hebrides (hiện nay là Vanuatu), khi ấy là một thực thể quản lý chung của Pháp và Anh, Ủy viên Henri Sautot nhanh chóng lãnh đạo cộng đồng Pháp gia nhập phe Pháp Tự do. Kết quả được quyết định trong một cuộc họp quần chúng ngày 20 tháng 7 năm 1940 và thông báo tới De Gaulle ngày 22 tháng 7 năm 1940.

#### Polynesia thuộc Pháp
Sau Kêu gọi ngày 18 tháng 6, tranh cãi nổi lên trong dân chúng Polynesia thuộc Pháp. Một cuộc trưng cầu dân ý được tổ chức ngày 2 tháng 9 năm 1940 tại Tahiti và Moorea, và các hòn đảo này thông báo thỏa thuận vào những ngày sau đó. Cuộc bỏ phiếu có kết quả đại đa số (5564 vs. 18) ủng hộ gia nhập phe Pháp Tự do. Sau cuộc Tấn công Trân Châu Cảng, các lực lượng Mỹ coi Polynesia thuộc Pháp như một địa điểm lý tưởng để làm điểm tiếp nhiên liệu giữa Hawaii và Australia và, với sự đồng ý của de Gaulle, tổ chức "Chiến dịch Bobcat" gửi chín tàu với 5,000 GIs xây dựng một căn cứ tiếp nhiên liệu hải quân và sân bay cũng như lắp đặt các pháo phòng không tại Bora Bora. Kinh nghiệm đầu tiên này đã chứng tỏ giá trị ở những nỗ lực sau đó tại Seabee ở Thái Bình Dương, và căn cứ Bora Bora cung cấp hậu cần cho các tàu và máy bay của Đồng Minh tham gia chiến đấu trong Trận Biển Coral. Quân lính từ Polynesia thuộc Pháp và New Caledonia đã thành lập một Bataillon du Pacifique (tiểu đoàn Thái Bình Dương) năm 1940; trở thành một phần của Sư đoàn Pháp Tự do số 1 năm 1942, nổi bật trong Trận Bir Hakeim và sau đó kết hợp với đơn vị khác để hình thành Bataillon d'infanterie de marine et du Pacifique; chiến đấu tại Chiến dịch Italia, nổi tiếng tại Garigliano trong Trận Monte Cassino và tại Tuscany; và tham gia vào cuộc đổ bộ Provence và tiếp tục tham gia giải phóng nước Pháp.

#### Wallis và Futuna
Tại Wallis và Futuna chính quyền địa phương và tổng giám mục theo phía Vichy, nhưng đối mặt với sự phản đối từ một số dân chúng và tăng lữ; những nỗ lực của họ chỉ định một vị vua địa phương năm 1941 (để làm vùng đệm cho lãnh thổ khỏi những đối thủ) mang lại kết quả trái với mong đợi khi vị vua mới được lựa chọn từ chối tuyên bố trung thành với Pétain. Tình hình đình trệ trong một thời gian dài, vì vị trí xa xôi của hòn đảo và thực tế rằng không hề có một tàu viễn dương nào tới đây trong 17 tháng sau tháng 1 năm 1941. Một thông báo hạm được gửi tới từ Nouméa chiếm Wallis thay mặt cho Pháp Tự do ngày 27 tháng 5 năm 1942, và Futuna ngày 29 tháng 5 năm 1942. Điều này cho phép các lực lượng Mỹ xây dựng một căn cứ không quân và một căn cứ thủy phi cơ tại Wallis (Navy 207) phục vụ cho các chiến dịch của Đồng Minh tại Thái Bình Dương.

#### New Caledonia
Tại New Caledonia Henri Sautot một lần nữa kêu gọi liên minh với phe Pháp Tự do, có hiệu lực ngày 19 tháng 9 năm 1940. Vì vị trí nằm ở rìa Biển Coral và sườn Australia, New Caledonia trở thành địa điểm chiến lược quan trọng trong nỗ lực chiến đấu chống Nhật Bản bành trướng ra Thái Bình Dương năm 1941–1942 và bảo vệ các tuyến đường hàng hải tại Bắc Phi và Australia. Nouméa trở thành một bộ chỉ huy của Hải quân Mỹ và đạo quân Nam Thái Bình Dương, và như một căn cứ sửa chữa cho các tàu của Đồng Minh. New Caledonia đã đóng góp nhân lực cho cả Bataillon du Pacifique và Các Lực lượng Hải quân Pháp Tự do hoạt động tại Thái Bình Dương và Ấn Độ Dương.

## Đức xâm lược, tháng 11 năm 1942 và sự suy tàn của chính quyền Vichy
Hitler ra lệnh thực hiện Case Anton, chiếm Corsica và sau đó là cả phần miền nam chưa bị chiếm đóng, trong một hành động phản ứng ngay sau khi Đồng Minh đổ bộ vào Bắc Phi (Chiến dịch Ngọn Đuốc) ngày 8 tháng 11 năm 1942. Sau khi chiến dịch kết thúc ngày 12 tháng 11, các lực lượng quân sự còn lại của chính phủ Vichy bị giải tán. Chính phủ Vichy tiếp tục thực hiện quyền tài phán còn lại của mình tại hầu như toàn bộ mẫu quốc Pháp, với quyền lực còn lại được chuyển cho Laval, cho tới khi chế độ dần sụp đổ sau khi Đồng Minh tấn công tháng 6 năm 1944. Ngày 7 tháng 9 năm 1944, sau khi Đồng Minh đổ bộ vào Pháp, những người còn lại trong chính phủ Vichy bỏ chạy sang Đức và lập ra một chính phủ bù nhìn hải ngoại tại Sigmaringen. Chính phủ này cuối cùng sụp đổ khi thành phố bị quân đội Pháp chiếm tháng 4 năm 1945.
Một phần tính pháp lý còn lại của chính phủ Vichy là do sự tiếp tục mâu thuẫn của các lãnh đạo Anh và Hoa Kỳ. Tổng thống Roosevelt tiếp tục duy trì quan hệ với Vichy và nâng đỡ Tướng Henri Giraud như một nhân vật được ưa chuộng để thay thế Tướng de Gaulle, dù khả năng hoạt động kém của các lực lượng Vichy tại Bắc Phi – Đô đốc François Darlan đã đổ bộ vào Algiers ngày trước Chiến dịch Ngọn đuốc. Algiers là nơi đóng trụ sở Quân đoàn XIX Vichy Pháp, kiểm soát các đơn vị quân sự của chính quyền này ở Bắc Phi. Darlan bị trung lập hóa trong 15 giờ bởi một lực lượng kháng chiến mạnh gồm 400 lính Pháp. Roosevelt và Churchill đã chấp nhận Darlan, chứ không phải de Gaulle, là lãnh đạo tại Bắc Phi. De Gaulle còn không được thông tin về cuộc đổ bộ tại Bắc Phi. Hoa Kỳ cũng bực mình với việc Pháp Tự do kiểm soát St Pierre và Miquelon ngày 24 tháng 12 năm 1941, bởi Ngoại trưởng Hull tin rằng, việc này can thiệp vào một thỏa thuận giữa Hoa Kỳ và Vichy nhằm duy trì tình trạng hiện tại với sự thừa nhận sự sở hữu lãnh thổ của Pháp tại tây bán cầu.
Sau cuộc đổ bộ vào Pháp qua Normandy và Provence (Chiến dịch Lãnh chúa và Chiến dịch Dragoon) và sự bỏ chạy của các lãnh đạo Vichy, Hoa Kỳ, Anh Quốc và Liên Xô cuối cùng công nhận Chính phủ Lâm thời Cộng hòa Pháp (GPRF), dưới sự lãnh đạo của de Gaulle, là chính phủ hợp pháp của Pháp ngày 23 tháng 10 năm 1944. Trước hành động này, sự trở lại đầu tiên của chế độ dân chủ với Mẫu quốc Pháp từ năm 1940 đã diễn ra với tuyên bố Cộng hòa Tự do Vercors ngày 3 tháng 7 năm 1944, theo chỉ thị của chính phủ Pháp Tự do—nhưng hành động này của Kháng chiến đã bị đàn áp bởi một cuộc tấn công áp đảo của Đức vào cuối tháng 7.

### Bắc Phi

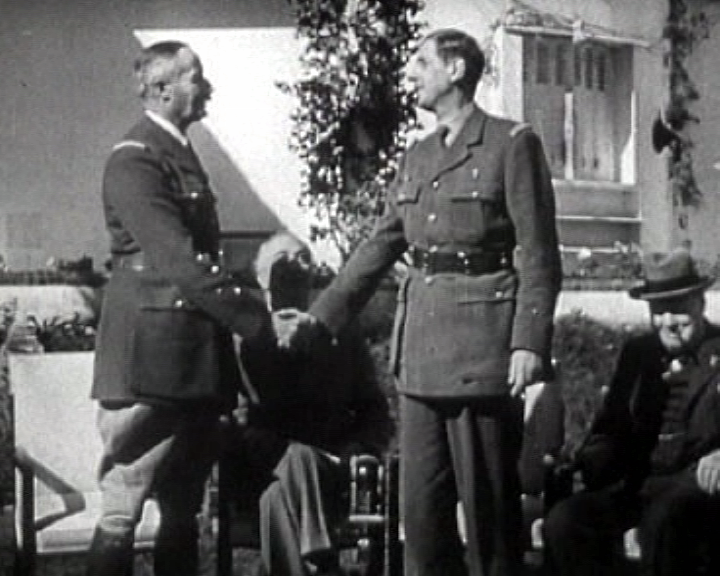
Henri Giraud và de Gaulle tại Hội nghị Casablanca tháng 1 năm 1943

Tại Bắc Phi, sau ngày 8 tháng 11 năm 1942 cuộc nổi dậy của kháng chiến Pháp khiến hầu hết nhân vật trong chính phủ Vichy bị bắt giữ (gồm cả Tướng Alphonse Juin, tổng chỉ huy tại Bắc Phi và Đô đốc Darlan). Tuy nhiên, Darlan được thả và Tướng Mỹ Dwight D. Eisenhower cuối cùng chấp nhận việc ông tự phong là cao ủy của Bắc Phi và Tây Phi thuộc Pháp (Afrique occidentale française, AOF), một hành động khiến de Gaulle nổi giận, ông từ chối công nhận vị thế của Darlan. Sau khi Darlan ký một thỏa thuận ngừng bắn với Đồng Minh và chiếm quyền lực tại Bắc Phi, Đức vi phạm thỏa thuận ngừng bắn năm 1940 và xâm lược nước Pháp Vichy ngày 10 tháng 11 năm 1942 (chiến dịch được đặt tên hiệu Case Anton), gây ra vụ đánh đắm hạm đội Pháp tại Toulon.
Giraud tới Algiers ngày 10 tháng 11, đồng ý phụ thuộc vào Darlan làm chỉ huy quân đội châu Phi Pháp. Thậm chí khi ấy ông đang ở trại của Đồng Minh, Darlan tiếp tục duy trì hệ thống đàn áp của chính phủ Vichy tại Bắc Phi, gồm cả các trại tập trung ở miền nam Algérie và các đạo luật phân biệt sắc tộc. Những người bị giam giữ bị buộc phải làm việc trên tuyến đường sắt Transsaharien. Các hàng hóa của người Do Thái bị "aryan hóa" (ví dụ, cướp đoạt), và một Sở đặc biệt về vấn đề Do Thái được lập ra, dưới sự lãnh đạo của Pierre Gazagne. Nhiều trẻ em Do Thái bị cấm tới trường, một điều mà thậm chí chính phủ Vichy còn không thực hiện ở mẫu quốc Pháp. Vị đô đốc bị giết ngày 24 tháng 12 năm 1942, tại Algiers bởi người thanh niên theo chủ nghĩa quân chủ là Bonnier de La Chapelle. Dù de la Chapelle từng là một thành viên của nhóm kháng chiến của Henri d'Astier de La Vigerie, mọi người tin rằng anh ta hành động một mình.
Sau vụ ám sát Đô đốc Darlan, Giraud trên thực tế trở thành người kế vị ông ta tại châu Phi thuộc Pháp với sự hỗ trợ của Đồng Minh. Điều này xảy ra thông qua một loạt các cuộc tư vấn giữa Giraud và de Gaulle. De Gaulle muốn theo đuổi một vị trí chính trị tại Pháp và đồng ý để Giraud làm chỉ huy quân đội, bởi ông ta là người có trình độ quân sự cao hơn. Điều đáng đặt vấn đề là ông ta đã ra lệnh bắt giữ nhiều lãnh đạo kháng chiến đã giúp quân đội của Eisenhower, mà không hề gặp phải sự phản đối nào của đại diện của Roosevelt, Robert Murphy. Sau này, người Mỹ đã cử Jean Monnet tới bàn bạc với Giraud và gây áp lực buộc ông ta phải rút lui các đạo luật của Vichy. Sau những cuộc đàm phán khó khăn, Giraud đồng ý rút bỏ các đạo luật phân biệt chủng tộc, và trả tự do cho những tù nhân của chế độ Vichy tại các trại tập trung ở miền nam Algeria. Nghị định Cremieux, trao quốc tịch Pháp cho người Do Thái tại Algeria và từng bị chính phủ Vichy rút bỏ, lập tức được Tướng de Gaulle khôi phục.
Giraud đã tham gia Hội nghị Casablanca, với Roosevelt, Churchill và de Gaulle, vào tháng 1 năm 1943. Các quốc gia Đồng Minh đàm phán về chiến lược chung trong cuộc chiến, và công nhận sự đồng lãnh đạo Bắc Phi của Giraud và de Gaulle. Henri Giraud và Charles de Gaulle sau đó trở thành đồng chủ tịch của Comité français de la Libération Nationale, thống nhất Các Lực lượng Pháp Tự do và các lãnh thổ do họ kiểm soát và đã được thành lập vào cuối năm 1943. Chế độ dân chủ được tái lập tại Algeria thuộc PHáp, và những người Cộng sản cùng người Do Thái được thả ra khỏi các trại tập trung.
Vào cuối tháng 4 năm 1945 Pierre Gazagne, thư ký của chính phủ dưới sự lãnh đạo của Yves Chataigneau, lợi dụng sự vắng mặt của ông ta trục xuất lãnh đạo chống đế quốc Messali Hadj và bắt giữ các lãnh đạo đảng của ông ta, Đảng Nhân dân Algeria (PPA). Vào ngày Giải phóng Pháp, GPRF sẽ đàn áp mạnh một cuộc nổi dậy ở Algeria trong vụ thảm sát Sétif ngày 8 tháng 5 năm 1945, vụ việc đã bị một số nhà sử học coi là "sự bắt đầu của Chiến tranh Algeria".

### Độc lập của SOL
Năm 1943 dân quân cộng tác Service d'ordre légionnaire (SOL), dưới sự lãnh đạo của Joseph Darnand, trở thành độc lập và chuyển thành "Milice française" (Dân quân Pháp). Về chính thức nằm dưới sự chỉ huy của Pierre Laval, SOL nằm dưới sự lãnh đạo của Darnand, người cũng giữ một chức vụ trong SS và đã tuyên thệ trung thành với Hitler. Dưới sự chỉ huy của Darnand và những kẻ dưới quyền, như Paul Touvier và Jacques de Bernonville, Dân quân chịu trách nhiệm giúp đỡ các lực lượng Đức và cảnh sát trong việc đàn áp Kháng chiến Pháp và Maquis.

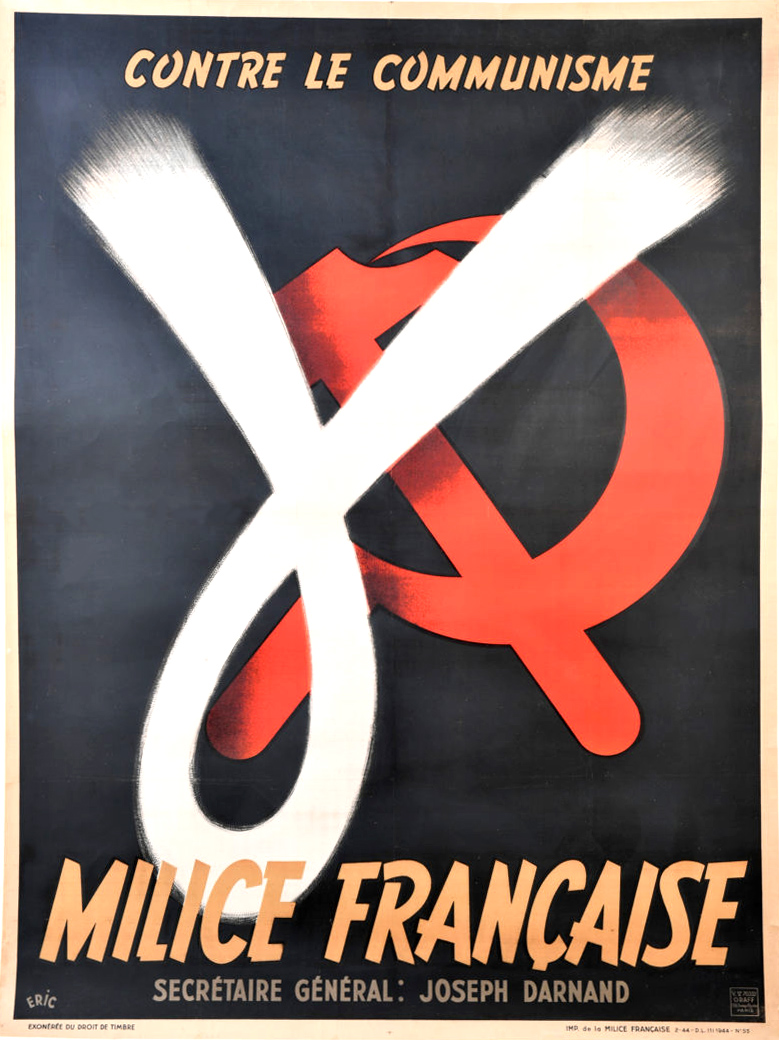
Một poster tuyển mộ của dân quân. Dòng chữ viết "Chống Chủ nghĩa Cộng sản / Dân quân Pháp / Tổng thư Ký Joseph Darnand".

Ngoài ra, Milice tham gia với lực lượng Gestapo trong khu vực dưới sự lãnh đạo của Klaus Barbie lùng bắt kháng chiến và những sắc tộc thiểu số gồm cả người Do Thái để chuyển tới các trại giam giữ như Trại trục xuất Drancy, trên đường tới Auschwitz, và những trại tập trung khác của Đức, gồm cả Dachau và Buchenwald.

## Con số nạn nhân Do Thái
Năm 1940, có xấp xỉ 350,000 người Do Thái tại Mẫu quốc Pháp, chưa tới một nửa trong số họ có quốc tịch Pháp (và những người nước ngoài khác, chủ yếu bị trục xuất khỏi Đức trong thập niên 1930). Khoảng 200,000 người trong số họ, và đại đa số người Do Thái nước ngoài, sống tại Paris và vùng lân cận. Trong số 150,000 người Do Thái Pháp, khoảng 30,000 người, nói chung có nguồn gốc từ Trung Âu, đã được cấp quốc tịch Pháp trong những năm 1930. Trong tổng số trên, xấp xỉ 25,000 người Do Thái Pháp và 50,000 người Do Thái nước ngoài đã bị trục xuất. Theo nhà sử học Robert Paxton, 76,000 người Do Thái đã bị trục xuất và chết trong các trại tập trung và trại giết hại. Gồm cả những người Do Thái chết tại các trại tập trung tại Pháp, những trường hợp này đưa con số tổng thành 90,000 người Do Thái chết (một phần tư tổng dân số Do Thái trước chiến tranh theo ước tính của ông). Các con số của Paxton ngụ ý rằng 14,000 người Do Thái đã chết trong các trại tập trung của Pháp. Tuy nhiên, cuộc điều tra có hệ thống về những người Do Thái bị trục xuất từ Pháp (có quyền công dân hay không) được thực hiện dưới sự lãnh đạo của Serge Klarsfeld đã kết luận rằng 3,000 đã chết trong các trại tập trung của Pháp và 1,000 người nữa đã bị bắn chết. Trong số xấp xỉ 76,000 người bị trục xuất, 2,566 người sống sót. Vì thế con số tổng hơi thấp hơn 77,500 người chết (chưa tới một phần tư dân số Do Thái tại Pháp năm 1940).
Theo tỷ lệ, dù con số này cho thấy tổng số người chết thấp hơn tại một số quốc gia khác (tại Hà Lan, 75% người Do Thái đã bị giết hại). Thực tế này đã được một số người ủng hộ chính phủ Vichy đưa ra. Tuy nhiên, theo Paxton, con số này đã thấp hơn nhiều nếu "Nhà nước Pháp" đã không cộng tác với Đức, vốn thiếu nhân lực cho các hoạt động cảnh sát. Trong cuộc vây bắt Vel' d'Hiv tháng 7 năm 1942, Laval đã ra lệnh trục xuất cả trẻ em, trái lại với lệnh của Đức. Paxton đã chỉ ra rằng con số đã không cao hơn bởi vì thiếu tàu hỏa chuyên chở, sự phản kháng của dân chúng và việc trục xuất tới các quốc gia khác (đáng chú ý là Italy).

## Giải phóng Pháp và hậu quả

### Chính phủ Sigmaringen

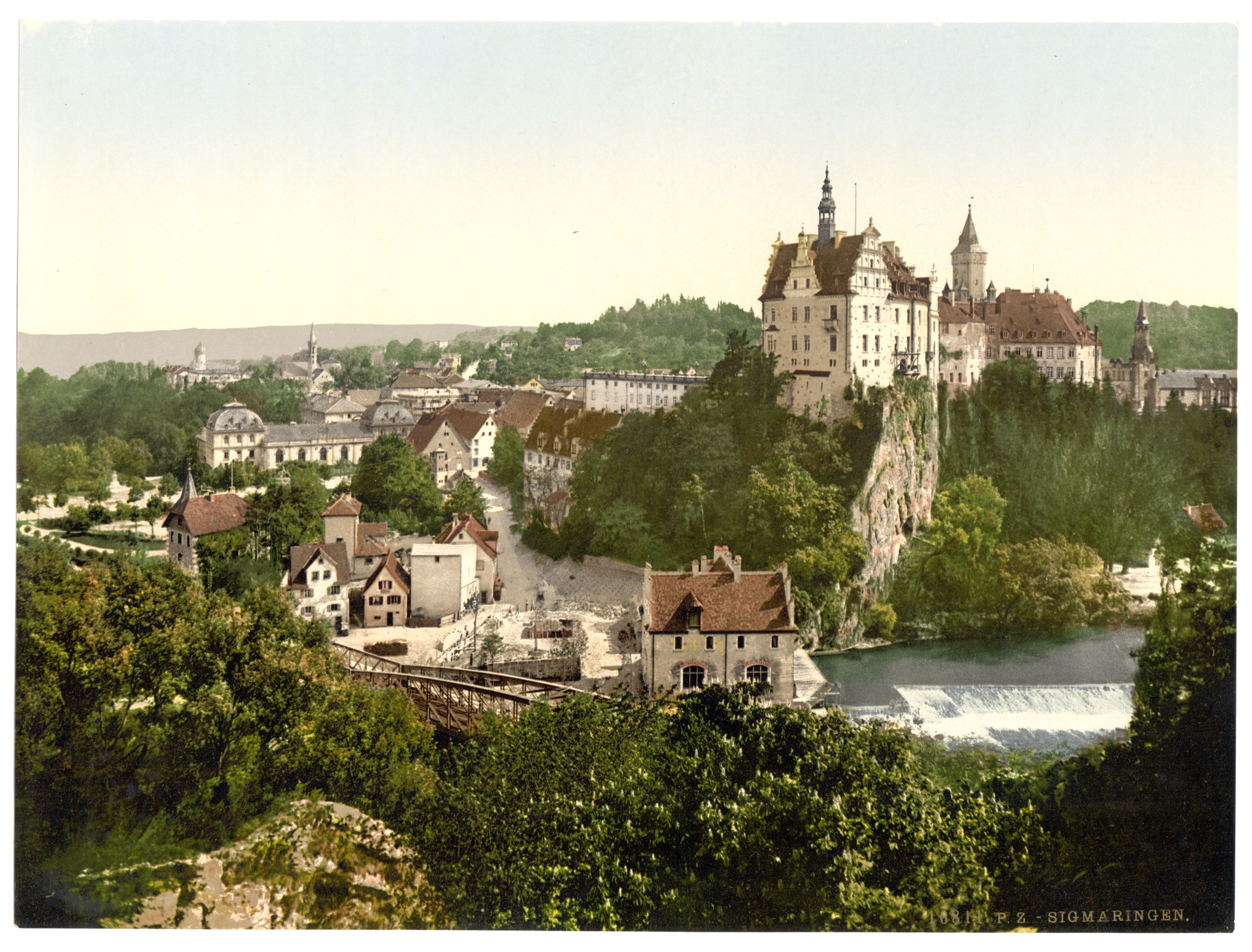
Chính phủ Sigmaringen đóng trụ sở trong lâu đài cổ của thành phố.

Sau khi Paris được giải phóng ngày 25 tháng 8 năm 1944, Pétain và các bộ trưởng của mình bị các lực lượng Đức đưa sang Đức. Tại đó, Fernand de Brinon lập ra một chính phủ lưu vong tại Sigmaringen—Pétain từ chối tham gia—cho tới ngày 22 tháng 4 năm 1945. Chính phủ đã đóng trụ sở tại Lâu đài Sigmaringen, và tên gọi chính thức của nó là Phái đoàn Pháp (tiếng Pháp: Délégation française) hay Hội đồng Chính phủ Pháp cho việc Bảo vệ các Lợi ích Quốc gia (tiếng Pháp: Commission gouvernementale française pour la défense des intérêts nationaux). Chính phủ Sigmaringen có đài phát thanh (Radio-patrie, Içi la France), tờ báo (La France, Le Petit Parisien) riêng và có các đại sứ quán của các quốc gia phe Trục, Đức, Italia và Nhật Bản. Dân số của nước Pháp Vichy lưu vong là khoảng 6,000 người, gồm cả những nhà báo cộng tác, tác gia nổi tiếng (Louis-Ferdinand Céline, Lucien Rebatet), các nghệ sĩ (Le Vigan) và gia đình họ cùng 500 binh sĩ, 700 người Pháp trong lực lượng SS, các tù binh chiến tranh và người Pháp bị cưỡng bức lao động. Ngày 8 tháng 1 năm 1945, Jacques Doriot lập ra "Ủy ban giải phóng Pháp" (tiếng Pháp: Comité de libération française) tại Neustadt an der Weinstraße, một thời gian ngắn trước khi bị giết hại trong một cuộc ném bom của Đồng Minh.

### Những hành động của Chính phủ Lâm thời Pháp
Pháp Tự do, sợ rằng Đồng Minh có thể quyết định đặt Pháp dưới sự cai quản của AMGOT, cố gắng nhanh chóng thành lập Chính phủ Lâm thời Cộng hòa Pháp. Hành động đầu tiên của chính phủ là lập lại chế độ cộng hòa trên khắp Mẫu quốc Pháp.
Chính phủ Lâm thời coi chính phủ Vichy là vi hiến và vì thế mọi hành động của nó đều không hợp pháp. Tất cả các quy chế, đạo luật, quy định và quyết định của chính phủ Vichy vì thế đều không có hiệu lực và không được thực hiện. Tuy nhiên, bởi sự hủy bỏ hàng loạt các quyết định của chính phủ Vichy, gồm cả nhiều quyết định có thể được áp dụng bởi các chính phủ Cộng hòa, là không thực tế, nên chính phủ lâm thời quyết định rằng việc hủy bỏ đó đã được chính phủ ghi nhận. Một số đạo luật và điều luật bị dứt khoát xóa bỏ, gồm tất cả đạo luật về hiến pháp, tất cả các đạo luật phân biệt chống người Do Thái, và tất cả các điều luật chống lại "các hội kín" (ví dụ Hội Tam Điểm), và tất cả các đạo luật lập ra các tòa án đặc biệt.
Các tổ chức bán quân sự và chính trị theo đường lối hợp tác như Milice và Service d'ordre légionnaire, cũng bị giải tán.
Chính phủ lâm thời cũng thực hiện các bước để thay thế các chính quyền địa phương, gồm cả các tổ chức đã bị chế độ Vichy đàn áp, bằng các cuộc bầu cử mới hay bằng cách kéo dài nhiệm kỳ của những người đã được bầu không muộn hơn năm 1939.

### Các cuộc thanh trừng
Sau giải phóng, trong một giai đoạn ngắn nước Pháp đã rơi vào một làn sóng những vụ hành quyết những người cộng tác. Họ bị đưa tới Vélodrome d'hiver, nhà tù Fresnes hay trại giam giữ Drancy. Những phụ nữ bị nghi ngờ có quan hệ luyến ái với người Đức, hay thường thấy hơn là gái điếm đã từng tiếp các khách hàng Đức, bị lăng mạ công khai bằng cách cạo đầu. Những người đã tham gia vào chợ đen cũng bị bêu xấu là "những kẻ kiếm lợi từ chiến tranh" (profiteurs de guerre), và bị công khai gọi là "BOF" (Beurre Oeuf Fromage, hay Bơ Trứng Pho mát, bởi đó là các sản phẩm được bán với giá trên trời thời Chiếm đóng). Tuy nhiên, Chính phủ Lâm thời Cộng hòa Pháp (GPRF, 1944–46) đã nhanh chóng tái lập trật tự, và đưa những người cộng tác ra trước các tòa án. Nhiều người bị kết án đã được ân xá dưới thời Đệ Tứ Cộng hòa (1946–54).
Các nhà sử học đã chia làm bốn giai đoạn khác nhau:
- Giai đoạn đầu tiên là những vụ kết án của dân chúng (épuration sauvage – trừng phạt man rợ): những vụ hành quyết không có quan tòa xét xử, và cạo đầu các phụ nữ. Những ước tính của các quận trưởng cảnh sát được thực hiện năm 1948 và 1952 cho thấy có tới 6,000 vụ hành quyết trước Giải phóng, và 4,000 vụ sau đó.
- Giai đoạn hai (épuration légale trừng phạt pháp lý), bắt đầu với các mệnh lệnh ngày 26 và 27 tháng 6 năm 1944 của Charles de Gaulle (mệnh lệnh đầu tiên của de Gaulle lập ra các Ủy ban trừng phạt ngày 18 tháng 8 năm 1943): các phán quyết cho những người hợp tác của Commissions d'épuration, đã kết tội gần 120,000 người (ví dụ Charles Maurras, lãnh đạo phái Action Française trung thành, và vì thế đã bị kết án chung thân ngày 25 tháng 1 năm1945), gồm cả 1,500 án tử hình (Joseph Darnand, lãnh đạo Milice, và Pierre Laval, lãnh đạo nhà nước Pháp, bị hành quyết sau vụ xét xử ngày 4 tháng 10 năm 1945, Robert Brasillach, bị hành quyết ngày 6 tháng 2 năm 1945, vân vân)—nhiều người trong số đó sống sót qua giai đoạn này và sau đó đã được ân xá.
- Giai đoạn ba, có khoan dung hơn với những người cộng tác (phiên tòa xử Philippe Pétain hay tác gia Louis-Ferdinand Céline).
- Cuối cùng là giai đoạn bốn với những hành động ân xá và chiếu cố (ví dụ Jean-Pierre Esteva, Xavier Vallat, người lập ra Ủy ban Chung về các Vấn đề Do Thái, René Bousquet, lãnh đạo cảnh sát Pháp, vân vân)

Các nhà sử học khác đã phân biệt các vụ trừng phạt chống các trí thức (Brasillach, Céline, vân), những nhà công nghiệp, những chiến binh (LVF, vân vân) và những nhân viên dân sự (Papon, vân vân).

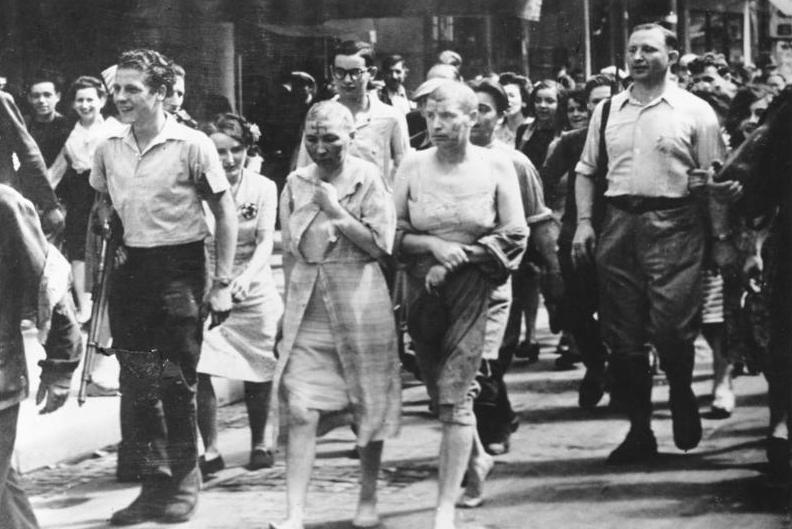
Paris 1944: Những phụ nữ bị buộc tội cộng tác với Phát xít Đức bị đưa diễu trên đường phố

Philippe Pétain bị kết tội phản quốc tháng 7 năm 1945. Ông bị kết tội và kết án tử hình bằng cách bắn súng, nhưng Charles de Gaulle đã giảm án thành chung thân. Trong lực lượng cảnh sát, một số người cộng tác nhanh chóng tiếp nhận lại những trách nhiệm chính thức. Sự tiếp tục này đã bị chỉ ra, đặc biệt liên quan tới các sự kiện của vụ Thảm sát Paris năm 1961, bị hành quyết theo lệnh của lãnh đạo cảnh sát Paris Maurice Papon khi Charles de Gaulle đang là nguyên thủ quốc gia. Papon đã bị xét xử và kết án tội ác chống lại loài người năm 1998.
Các thành viên người Pháp trong Waffen-SS Sư đoàn Charlemagne sống sót sau cuộc chiến bị coi là những người phản bội. Một số chỉ huy có tên tuổi bị hành quyết, trong khi những người khác bị kết các án tù khác nhau; một số người được lựa chọn sang tham chiến tại Đông Dương (1946–54) cùng Quân đoàn Lê dương thay cho án tù.
Trong số các nghệ sĩ, có Tino Rossi bị giam tại nhà tù Fresnes, nơi, theo báo Combat, các cai ngục xin ông chữ ký. Pierre Benoit và Arletty cũng bị giam giữ.
Những vụ hành quyết không xét xử và các hình thức khác của "công lý nhân dân" đã bị chỉ trích mạnh mẽ ngay sau chiến tranh, với việc những người thân cận với chính phủ Pétain đưa ra những con số tới 100,000, và gọi nó là "Khủng bố đỏ", "vô chính phủ", hay "trả thù mù quáng". Tác gia và cũng là người Do Thái từng bị giam giữ Robert Aron ước tính những vụ hành quyết của dân chúng lên tới 40,000 năm 1960. Điều này đã làm de Gaulle ngạc nhiên, ông ước tính con số trong khoảng 10,000, con số này cũng được những nhà sử học thời nay chấp nhận. Xấp xỉ 9,000 vụ trong số 10,000 là những vụ hành quyết tính trong cả nước, xảy ra trong cuộc chiến đấu.
Một số người ngụ ý rằng Pháp đã không hành động đủ để phản ứng với những người cộng tác trong giai đoạn này, bằng cách chỉ ra có lựa chọn các con số, có ít những vụ hành quyết hợp pháp tại Pháp hơn nước láng giềng nhỏ là Bỉ, và có ít người bị giam giữ hơn tại Na Uy và Hà Lan. Tuy nhiên, tình hình tại Bỉ không thể đem so sánh bởi nước này vừa có chính sách hợp tác vừa muốn rút khỏi chiến tranh. Cuộc xâm lược năm 1940 đã khiến dân cư Flemish nói chung theo người Đức với hy vọng giành được sự công nhận quốc gia, và so với dân số quốc gia một tỷ lệ người Bỉ lớn hơn Pháp hợp tác với Phát xít hay tình nguyện chiến đấu cho họ; dân Walloon trái lại lãnh đạo những vụ báo thù hàng loạt chống người Flemish sau chiến tranh, một số vụ trong đó, như vụ hành quyết Irma Swertvaeger Laplasse, vẫn còn gây tranh cãi.
Tỷ lệ những người cộng tác tại Na Uy cũng cao, và sự cộng tác diễn ra ở tỷ lệ lớn tại Hà Lan (như với người Flanders) một phần dựa trên sự tương đồng ngôn ngữ và văn hóa với Đức. Tuy nhiên, những người bị giam giữ tại Na Uy và Hà Lan, chỉ trong một thời gian ngắn và thực sự không phân biệt; có một đỉnh điểm giam giữ ngắn tại các quốc gia này bởi việc giam giữ được dùng một phần cho mục đích phân loại người hợp tác và không hợp tác. Na Uy chấm dứt trừng phạt với chỉ 37 người hợp tác bị hành quyết.

### Những phiên tòa trong thập niên 1980
Một số người bị buộc tội ác chiến tranh đã bị xét xử, một số tới lần thứ hai, từ những năm 1980 trở về sau: Paul Touvier, Klaus Barbie, Maurice Papon, René Bousquet, lãnh đạo cảnh sát Pháp trong chiến tranh và người phó Jean Leguay (hai người cuối cùng bị buộc tội vì trách nhiệm trong vụ Vây bắt Vel' d'Hiv tháng 7 năm 1942). Một trong số người săn Phát xít, Serge và Beate Klarsfeld đã dành một số nỗ lực sau chiến tranh để đưa họ ra trước tòa án. Một số khá lớn những người hợp tác sau đó gia nhập phong trào OAS khủng bố trong Chiến tranh Algeria (1954–62). Jacques de Bernonville đã bỏ trốn tới Quebec, sau đó là Brazil. Jacques Ploncard d'Assac trở thành cố vấn cho vị độc tài António de Oliveira Salazar tại Bồ Đào Nha.
Năm 1993 cựu quan chức chế độ Vichy René Bousquet đã bị ám sát trong khi đang chờ đợi bị xét xử tại Paris sau một lời buộc tội năm 1991 vì các tội ác chống lại loài người; ông đã bị truy tố được tuyên bố trắng án và lập tức được ân xá năm 1949. Năm 1994 cựu quan chức chế độ Vichy Paul Touvier (1915–1996) bị phán quyết thực hiện tội ác chống lại loài người. Maurice Papon tương tự cũng bị kết án năm 1998, được thả 3 năm sau đó vì sức khỏe kém và chết năm 2007.

## Tranh cãi lịch sử và trách nhiệm của nước Pháp: "Hội chứng Vichy"
Cho tới thời kỳ tổng thống của Jacques Chirac, quan điểm chính thức của chính phủ Pháp là chính quyền Vichy là một chính phủ bất hợp pháp khác biệt với nhà nước Cộng hòa Pháp, được thành lập bởi những kẻ phản bội dưới sự ảnh hưởng của nước ngoài. Quả thực, chính quyền Vichy Pháp tránh cái tên chính thức Pháp ("Cộng hòa Pháp") và tự gọi mình là "Nhà nước Pháp", thay thế khẩu hiệu Cộng hòa Tự do, Bình đẳng, Bác ái, thừa kế từ cuộc Cách mạng Pháp năm 1789, bằng khẩu hiệu Cần lao, Gia đình, Tổ quốc.
Tuy cách hành xử tội phạm của nước Pháp Vichy luôn được thừa nhận, quan điểm này bác bỏ bất kỳ trách nhiệm nào của nhà nước Pháp, cho rằng những hành động phạm phải trong thời gian 1940 và 1944 là những hành động vi hiến và không có tính pháp lý. Người đề xuất chính của quan điểm này chính là Charles de Gaulle, ông nhấn mạnh, và các nhà sử học sau đó cũng hành động tương tự, vào những điều kiện không rõ ràng của cuộc bỏ phiếu tháng 6 năm 1940 trao toàn quyền cho Pétain, cuộc bỏ phiếu này đã bị nhóm thiểu số Vichy 80 từ chối. Đặc biệt, các biện pháp cưỡng bức của Pierre Laval đã bị những nhà sử học này lên án, và vì thế, họ coi cuộc bỏ phiếu là vi hiến (Xem tiểu đoạn: Các điều kiện của hiệp ước đình chiến và cuộc bỏ phiếu trao toàn quyền ngày 10 tháng 7 năm 1940).
Tuy nhiên, ngày 16 tháng 7 năm 1995, tổng thống Jacques Chirac, trong một bài phát biểu, đã thừa nhận trách nhiệm của nước Pháp trong việc ủng hộ "tội ác điên rồ của đất nước bị chiếm đóng", đặc biệt là sự hỗ trợ của cảnh sát Pháp, dưới sự lãnh đạo của René Bousquet, giúp đỡ Phát xít trong việc thực thi cái gọi là Giải pháp cuối cùng. Cuộc vây bắt Vel' d'Hiv tháng 7 năm 1942 là một ví dụ cụ thể về việc cảnh sát Pháp đã thực hiện công việc của Phát xít như thế nào, thậm chí còn đi xa hơn những mệnh lệnh quân sự yêu cầu (bằng cách gửi trẻ em tới trại giam giữ Drancy, điểm dừng chân cuối cùng trước khi tới những trại tiêu diệt).
Như nhà sử học Henry Rousso đã đề cập trong Hội chứng Vichy (1987), Vichy và sự hợp tác nhà nước của Pháp vẫn là một "quá khứ chưa qua." Những tranh cãi lịch sử ngày nay vẫn sôi nổi, với những quan điểm trái ngược về bản chất và tính pháp lý của chủ nghĩa hợp tác của chính quyền Vichy với Đức trong việc thực hiện cuộc diệt chủng. Ba giai đoạn chính đã được phân biệt trong lịch sử chế độ Vichy: giai đoạn một là giai đoạn Gaullist, với mục tiêu hòa giải quốc gia và thống nhất dưới thời Charles de Gaulle, người tự cho mình ở trên các đảng chính trị và những sự chia rẽ; tiếp theo là thập niên 1960, với bộ phim The Sorrow and the Pity (1971) của Marcel Ophüls; cuối cùng là thập niên 1990, với phiên tòa xử Maurice Papon, quan chức dân sự tại Bordeaux chịu trách nhiệm về "Các vấn đề Do Thái" trong chiến tranh, ông này đã bị kết án sau một phiên tòa rất dài (1981–1998) vì những tội ác chống lại loài người. Phiên tòa xử Papon không chỉ liên quan tới một cá nhân, mà cả trách nhiệm của bộ máy hành chính Pháp trong việc trục xuất người Do Thái. Hơn nữa, sự nghiệp của ông ta sau chiến tranh, khiến ông trở thành một cảnh sát trưởng Paris thành công trong thời Chiến tranh Algeria (1954–1962) và sau đó là thủ quỹ của đảng Gaullist UDR từ năm 1968 tới năm 1971, và cuối cùng là Bộ trưởng Ngân sách thời tổng thống Valéry Giscard d'Estaing và thủ tướng Raymond Barre từ năm 1978 tới năm 1981, là một triệu chứng cho thấy sự hồi phục nhanh của những người cộng tác sau chiến tranh. Những chỉ trích còn cho rằng, sự hồi phục nhanh này còn liên quan tới nhiều nhân vật khác (dù họ không giữ những vai trò quan trọng như vậy), thể hiện chứng mau lãng quên của nước Pháp, trong khi những người khác chỉ ra rằng cách nhận thức về chiến tranh và sự hợp tác nhà nước đã có sự thay đổi theo thời gian. Sự nghiệp của Papon được coi là có nhiều scandal bởi ông ta từng chịu trách nhiệm, khi giữ chức cảnh sát trưởng Paris, về vụ thảm sát Paris năm 1961 của những người Algeria trong chiến tranh, và đã buộc phải từ chức sau khi lãnh đạo chống thực dân người Marốc Mehdi Ben Barka "biến mất, tại Paris năm 1965.
Tuy một điều chắc chắn là chính phủ Vichy có một lượng lớn quan chức cao cấp hợp tác với các chính sách diệt chủng Phát xít, mức độ hợp tác chính xác vẫn đang bị tranh cãi. So với các cộng đồng Do Thái được thành lập tại các quốc gia khác bị Đức xâm lược, người Do Thái Pháp phải chịu một tỷ lệ thiệt hại thấp hơn (xem đoạn về con số nạn nhân Do Thái ở trên); dù, bắt đầu từ năm 1942, sự đàn áp và trục xuất đã tác động tới người Do Thái Pháp và người Do Thái nước ngoài. Các cựu quan chức chính phủ Vichy sau này tuyên bố rằng họ đã làm hết mức có thể để giảm thiểu tác động của các chính sách của Phát xít, dù những nhà sử học chính thống của Pháp cho rằng chế độ Vichy đã hành động vượt quá mong đợi của Phát xít.
Tờ báo cấp tỉnh Nice Matin ngày 28 tháng 2 năm 2007 tiết lộ rằng hơn 1,000 tài sản công quản tại Côte d'Azur, từ thời Vichy "có hiệu lực", hay ít nhất vẫn tồn tại trên giấy tờ. Ví dụ, một trong những quyết định đó, viết:
Các nhà thầu sẽ thực hiện những tuyên bố sau: họ mang quốc tịch Pháp, không phải người Do Thái, không kết hôn với người Do Thái theo các nghĩa của luật pháp và nghị định đang có hiệu lực [dưới chế độ Vichy, NDLR]
Chủ tịch CRIF-Côte d'Azur, một hội nhóm Do Thái, đã ra một lên án mạnh mẽ gọi nó là "sự khiếp hãi cùng cực" khi một trong những cư dân của một chế độ công quản đó gọi nó là một "sự sai lầm" mà "không có hậu quả." Những cư dân người Do Thái có thể và muốn sống tại các tòa nhà, và giải thích điều này nhà báo của tờ Nice Matin đã phòng đoán rằng một số người chủ đã không đọc chi tiết các hợp đồng công quản, trong khi những người khác cho rằng các quy định đã lỗi thời. Một lý do cho việc các quy định lỗi thời là bất kỳ một cơ sở công quản có sự phân biệt sắc tộc hay quy định địa phương khác có thể đã tồn tại "trên giấy tờ", thời kỳ Vichy hay thời điểm khác, đã bị mất hiệu lực theo hiến pháp của Đệ Tứ Cộng hòa Pháp (1946) và Đệ Ngũ Cộng hòa Pháp (1958) và không thể được áp dụng theo luật chống phân biệt đối xử của Pháp. Vì thế, thậm chí những người sở hữu hay đồng sở hữu đã ký hay đồng ý với những quy định này sau năm 1946, bất kỳ một thỏa thuận nào như vậy sẽ không có hiệu lực và vô nghĩa (caduque) theo luật pháp Pháp. Việc viết lại hay loại bỏ các quy định lỗi thời đáng nhẽ đã phải được thực hiện bằng chi phí của người ở, gồm cả phí công chứng 900 tới 7000 EUR cho mỗi tòa nhà.

### Tranh cãi "Kiếm và khiên"
Ngày nay, một số người ủng hộ chế độ Vichy tiếp tục viện dẫn lý lẽ chính thức do Pétain và Laval đưa ra: sự hợp tác nhà nước là để bảo vệ dân chúng Pháp khỏi những gian khổ của sự Chiếm đóng. Sau chiến tranh, những người hợp tác và "pétainistes" (người ủng hộ Pétain) cũ cho rằng tuy Charles de Gaulle đã đại diện cho "thanh kiếm" của nước Pháp, Pétain đã là "chiếc khiên" bảo vệ nước Pháp.

### "Người Do Thái Pháp và người Do Thái nước ngoài ": sự thực hay huyền thoại?
Dù tuyên bố này bị phần còn lại của người dân Pháp và chính nước Pháp phản đối, một huyền thoại khác vẫn được lưu truyền rộng rãi hơn. Huyền thoại này đề cập tới cái gọi là sự "bảo vệ" của nước Pháp Vichy với người Do Thái bằng cách "chấp nhận" hợp tác trong việc trục xuất—và, trên hết, trong việc kết liễu- người Do Thái nước ngoài.
Tuy nhiên, lý lẽ này đã bị nhiều nhà sử học là chuyên gia về chủ đề bác bỏ, trong số đó có nhà sử học Mỹ Robert Paxton, người được công nhận rộng rãi và vì có nguồn gốc nước ngoài nên có một góc nhìn rộng và khách quan hơn về vấn đề, và nhà sử học của cảnh sát Pháp Maurice Rajsfus. Cả hai đều được mời làm chuyên gia trong vụ xét xử Papon hồi những năm 1990.
Vì thế, Robert Paxton đã tuyên bố trước tòa ngày 31 tháng 10 năm 1997, rằng "Vichy đã đưa ra những sáng kiến... Hiệp định ngừng chiến giữ lại một khoảng không gian tự do." Từ đó về sau, chế độ Vichy tự quyết định, về vấn đề trong nước, để thực hiện "Cách mạng Quốc gia" ("Révolution nationale"). Sau khi đã giao cái gọi là những trách nhiệm của sự thất bại ("dân chủ, chế độ đại nghị, chủ nghĩa thế giới, cánh tả, người Do Thái...") Vichy đặt ra, ngay từ ngày 3 tháng 10 năm 1940, "Quy chế về người Do Thái" đầu tiên. Từ đó, người Do Thái bị coi là "các công dân vùng hai ".
Trên bình diện quốc tế, Pháp "tin rằng cuộc chiến tranh sẽ chấm dứt". Vì thế, ngay từ tháng 7 năm 1940, Vichy đã thực hiện các cuộc đàm phán với chính quyền Đức trong một nỗ lực nhằm giành lại một vị thế cho Pháp bên trong "Trật tự Mới" của Đế chế thứ Ba. Nhưng "Hitler không bao giờ quên thất bại năm 1918. Ông ta luôn nói không." Tham vọng của chính quyền Vichy thất bại ngay từ đầu.
Rober Paxton nói "Chủ nghĩa chống bài Do Thái luôn là một chủ đề". Thậm chí ban đầu họ còn chống lại các kế hoạch của người Đức. "Ở giai đoạn này Phát xít vẫn chưa quyết định tiêu diệt người Do Thái, mà là trục xuất họ. Ý tưởng của họ không phải là biến Pháp trở thành một quốc gia bài Do Thái. Trái lại, họ muốn gửi tới Pháp những người Do Thái bị trục xuất" khỏi Đế chế thứ Ba.
Sự xoay chuyển của lịch sử diễn ra năm 1941–1942, với sự thất bại sắp tới của Đức tại Mặt trận phía Đông. Cuộc chiến trở thành chiến tranh "tổng lực", và vào tháng 8 năm 1941, Hitler đã quyết định "tiêu diệt toàn bộ người Do Thái ở châu Âu." Chính sách mới này được chính thức hình thành tại Hội nghị Wannsee tháng 1 năm 1942, và được áp dụng tại mọi quốc gia châu Âu bị chiếm đóng ngay từ mùa xuân  năm 1942. Nước Pháp, vốn tự cho mình là một quốc gia vẫn còn độc lập (trái với các quốc gia bị chiếm đóng) "đã quyết định hợp tác. Đây là Vichy thứ hai." Chuyến tàu đầu tiên chở những người bị trục xuất rời Drancy ngày 27 tháng 3 năm 1942, tới Ba Lan – chuyến đầu tiên trong rất nhiều những chuyến tàu sau đó.
"Phát xít cần bộ máy hành chính Pháp... Họ luôn phàn nàn về việc thiếu nhân lực." Paxton nhớ lại, một điều mà Maurice Rajsfus luôn nhấn mạnh. Dù nhà sử học người Mỹ công nhận trong phiên tòa rằng "cách hành xử dân sự của một số cá nhân " đã cho phép nhiều người Do Thái trốn thoát khỏi bị trục xuất, ông phát biểu:
Chính nhà nước Pháp đã tham gia vào chính sách tiêu diệt người Do Thái... Làm sao một người có thể dự định làm điều ngược lại khi những phương tiện kỹ thuật và hành chính đó đã được đưa ra cho mục đích đó?
Đề cập tới vấn đề cảnh sát Pháp tiến hành đăng ký cho người Do Thái, cũng như quyết định của Laval, được đưa ra tháng 8 năm 1942 một cách hoàn toàn độc lập, trục xuất cả trẻ em cùng cha mẹ, Paxton thêm:
Trái với những ý nghĩ trước kia, chính quyền Vichy đã không hy sinh những người Do Thái nước ngoài với hy vọng bảo vệ người Do Thái Pháp. Ở trên đỉnh bộ máy cầm quyền, họ biết, ngay từ đầu, rằng việc trục xuất những người Do Thái cuối cùng này là không thể tránh khỏi.
Dù có sự xác nhận của Paxton về việc chính quyền Vichy biết "ngay từ đầu", những vụ trục xuất từ Pháp mãi tới mùa hè năm 1942 mới bắt đầu, nhiều tháng sau khi hành động trục xuất hàng loạt từ các quốc gia khác đã được tiến hành. Một phần dân chúng bị giữ tại Trại tập trung Dachau, đã được mở cửa từ năm 1933, là người Do Thái, và những trại giết người chính ở Ba Lan và Đức được mở cửa năm 1941 và đầu năm 1942.
Sau đó Paxton đề cập tới trường hợp Italia, nơi việc trục xuất người Do Thái chỉ bắt đầu sau khi bị Đức chiếm đóng – Italia đầu hàng Đồng minh vào giữa năm 1943 nhưng sau đó bị Đức xâm lược và những trận đánh tiếp diễn cho tới năm 1944. Đặc biệt, tại Nice, "người Italia đã bảo vệ người Do Thái. Và chính quyền Pháp đã phàn nàn về điều này với người Đức." Theo quan điểm này, những vụ trục xuất từ Italia đã bắt đầu ngay sau khi nước này bị Đức xâm lược. Trên thực tế, sự trỗi dậy của Benito Mussolini và chủ nghĩa Phát xít Italia đã ngăn cản hầu hết sự nhập cư của người Do Thái trong giai đoạn giữa hai cuộc chiến, và Italia đã thông qua những điều luật mạnh mẽ chống Do Thái năm 1938, tước quốc tịch của người Do Thái. Rốt cuộc, một tỷ lệ tương tự người Do Thái tại Italia cũng bị trục xuất như tại Pháp.

Công trình gần đây của nhà sử học Susan Zuccotti phát hiện rằng chính phủ Vichy đã tạo điều kiện cho việc trục xuất người Do Thái nước ngoài hơn là người Do Thái Pháp, ít nhất tới năm 1943 mới không còn sự phân biệt:

Các quan chức chế độ Vichy [đã] hy vọng trục xuất người Do Thái nước ngoài trên toàn nước Pháp để làm giảm nhẹ áp lực với người Do Thái Pháp. Chính Pierre Laval đã thể hiện quan điểm chính thức của chính quyền Vichy... Vào những tháng đầu năm 1943, nỗi khiếp sợ [Adam] Munz và [Alfred] Feldman miêu tả ở nước Pháp bị Đức chiếm đóng đã được những người Do Thái nước ngoài trải qua. Rất khó để biết chính xác có bao nhiêu người Do Thái Pháp đã bị bắt giữ, thường là riêng biệt hay cái gọi là tấn công, nhưng vào ngày 21 tháng 1 năm 1943, Helmut Knochen đã thông báo cho Eichmann tại Berlin rằng có 2,159 công dân Pháp trong số 3,811 tù nhân tại Drancy. Nhiều người đã ở tại Drancy trong nhiều tháng. Họ đã không bị trục xuất bởi vì, cho tới tháng 1 năm 1943, không có đủ người nước ngoài và con họ đủ để chất đầy những đoàn tàu bốn mươi ba toa chở khoảng 41,591 về phía đông... Tuy nhiên, tới tháng 1 năm 1943, người Do Thái nước ngoài dần nhận biết được về mối nguy hiểm và trở nên khó bị bắt. Phát xít gây áp lực đòi bắt giữ những người Do Thái Pháp và trục xuất những người đang ở trại Drancy. Vì thế, khi Knochen thông báo rằng có 2,159 công dân Pháp trong số 3,811 tù nhân tại Drancy ngày 21 tháng 1 năm 1943, ông cũng yêu cầu Eichmann cho phép trục xuất họ. Không có chuyền tàu nào xuất phát từ Drancy vào tháng 12 và tháng 1, và [Trung úy SS Heinz] Röthke đã gây áp lực cho Knochen đòi tiếp tục thực hiện. Röthke cũng muốn dọn sạch trại Drancy để lại tiếp tục bắt người. Dù có sự bất đồng trong quá khứ của các quan chức Vichy và cả sự lưỡng lự của Eichmann trước một hành động như vậy, sự cho phép trục xuất người Do Thái Pháp tại Drancy, trừ những người thuộc các gia đình hôn nhân dị chủng, được Berlin thông qua ngày 25 tháng 1.

Dù ý định ban đầu hay về sau của chính phủ Vichy như thế nào chăng nữa, con số này là chưa tới 15% người Do Thái Pháp, so với con số gấp đôi với người Do Thái nước ngoài sống tại Pháp. Có nhiều người Do Thái sống tại Pháp vào cuối chế độ Vichy hơn vào xấp xỉ mười năm trước đó.

## Những nhân vật đáng chú ý của chế độ Vichy
- Philippe Pétain, lãnh đạo "Nhà nước Pháp" (Vichy)
- Pierre Laval, thủ tướng "Nhà nước Pháp" (1940, 1942–1944)
- Pierre-Étienne Flandin, thủ tướng "Nhà nước Pháp" (1940–1941)
- François Darlan, thủ tướng "Nhà nước Pháp" (1941–1942)
- Pierre Pucheu, bộ trưởng nội vụ
- Maxime Weygand, Tổng tư lệnh các lực lượng vũ trang và bộ trưởng quốc phòng
- Charles Huntziger, tướng và bộ trưởng quốc phòng
- René Bousquet, lãnh đạo cảnh sát Pháp
- Jean Leguay, đại diện của Bousquet tại "vùng tự do", bị kết tội ác chống lại loài người vì vai trò của ông trong Cuộc vây bắt Vel' d'Hiv tháng 7 năm 1942
- Louis Darquier de Pellepoix, Cao ủy về Các vấn đề Do Thái của Chính phủ Vichy
- Philippe Henriot, Thư ký Nhà nước về Thông tin và Tuyên truyền của Chính phủ Vichy
- Maurice Papon, lãnh đạo Sở các Vấn đề Do Thái tại tỉnh Bordeaux (bị kết án tội ác chống lại loài người năm 1998)
- Simon Sabiani, lãnh đạo PPF của Doriot tại Marseille
- Paul Touvier, bị kết án năm 1995 vì các tội ác chống lại loài người vì vai trò là lãnh đạo Milice tại Lyon
- Xavier Vallat, Tổng Cao ủy về các Vấn đề Do Thái
- Marcel Déat, người thành lập Rassemblement national populaire (RNP) năm 1941. Gia nhập chính phủ vào những tháng cuối cùng của cuộc Chiếm đóng.
- Gaston Henry-Haye, đại sứ của Vichy Pháp tại Hoa Kỳ.

## Những người hợp tác hay pétainist không có liên hệ với chính phủ Vichy
- Marcel Bucard, người thành lập liên đoàn Mouvement franciste cực hữu của Legion des volontaires francais contre le bolchevisme (LVF)
- Eugène Deloncle, đồng sáng lập nhóm khủng bố cánh hữu La Cagoule năm 1935 và sau đó là Mouvement social révolutionnaire Phát xít năm 1940
- Jacques Doriot, người thành lập Parti Populaire Français (PPF) và thành viên của LVF
- Étienne Leandri, mặc đồng phục Gestapo trong chiến tranh (tham gia vào việc thành lập Service d'Action Civique (SAC) Gaullist những năm 1960
- Robert Brasillach, tác gia, bị xử tử vì tội hợp tác sau chiến tranh
- Louis-Ferdinand Céline, tác gia
- Pierre Drieu La Rochelle, tác gia
- Lucien Rebatet, tác gia
- Charles Maurras, tác gia và người thành lập phong trào bảo hoàngAction Française
- Pierre Taittinger, chủ tịch hội đồng thành phố Paria năm 1943–44
- Henri Lafont
- Pierre Bonny (còn gọi là Pierre Bony)

### Tiếng Anh
- Nicholas Atkin, Pétain, Longman, 1997
- Azema, Jean-Pierre. From Munich to Liberation 1938-1944 (The Cambridge History of Modern France) (1985)
- Azema, Jean-Pierre, ed. Collaboration and Resistance: Images of Life in Vichy France 1940-1944 (2000) 220pp; photographs
- Carmen Callil Bad Faith. A Forgotten History of Family, Fatherland and Vichy France. New York: Knopf. 2006. ISBN 0-375-41131-3. [Biography of Louis Darquier de Pellepoix].
- Diamond, Hanna. Women and the Second World War in France, 1939-1948: Choices and Constraints (1999)
- Fogg, Shannon Lee. The Politics of Everyday Life in Vichy France: Foreigners, Undesirables, and Strangers (2009), 226pp
- Gildea, Robert. Marianne in Chains: Daily Life in the Heart of France During the German Occupation (2004) excerpt and text search
- Charles Glass, Americans in Paris: Life and Death Under Nazi Occupation, Harper Collins, U.K. ISBN 978-0-00-722853-9.
- Jackson, Julian. France: The Dark Years, 1940-1944 (2003) excerpt and text search
- Simon Kitson, The Hunt for Nazi Spies: Fighting Espionage in Vichy France, (University of Chicago Press, 2008). ISBN 978-0-226-43893-1.
- Kooreman, Megan. The Expectation of Justice: France, 1944–1946. (Duke University Press. 1999)
- William Langer, Our Vichy gamble, (1947); U.S. policy 1940-42
- Larkin, Maurice. France since the Popular Front: Government and People 1936-1996 (Oxford U P 1997). ISBN 0-19-873151-5
- Levendel, Isaac. Not the Germans alone: A son's search for the truth of Vichy. (Northwestern University Press. 2001). ISBN 0-8101-1843-2
- Marrus, Michael R. and Robert Paxton. Vichy France and the Jews. (Basic Books: 1981). ISBN 0-465-09005-2
- Melton, George E. Darlan: Admiral and Statesman of France, 1881–1942. (Praeger, 1998). ISBN 0-275-95973-2.
- Nord, Philip. France's New Deal: From the Thirties to the Postwar Era (Princeton U.P., 2010) 457 pages
- Paxton, Robert O.  Vichy France: Old Guard and New Order, 1940-1944 (2nd ed. 2001) excerpt and text search
- Henry Rousso. The Vichy Syndrome: History and Memory in France since 1944. (2nd ed. 2006). ISBN 0-674-93539-X
- Smith, Colin. England's Last War Against France: Fighting Vichy, 1940–1942, London, Weidenfeld, 2009. ISBN 978-0-297-85218-6
- John F. Sweets, Choices in Vichy France: The French Under Nazi Occupation (New York, 1986) excerpt and text seach, focus on city of Clermont-Ferrand
- Martin Thomas, The French Empire at War, 1940–45, Manchester University Press, 1998, paperback 2007.
- Vinen, Richard. The Unfree French: Life Under the Occupation (2007)
- Richard H. Weisberg. Vichy Law and the Holocaust in France. New York University Press. 1998. ISBN 0-8147-9336-3

### Tiếng Pháp
- Henri Amouroux, La grande histoire des Français sous l'Occupation, 8 volumes, Laffont, 1976
- Jean-Pierre Azéma & François Bedarida,Vichy et les Français, Paris, Fayard, 1996.
  - Le régime de Vichy et les Français (dir. Jean-Pierre Azéma & François Bédarida, Institut d'histoire du temps présent), Fayard, 1992, ISBN 2-213-02683-1
- Michèle Cointet. L'Eglise sous Vichy. 1940–1945. La repentance en question., Perrin, Paris, 1998. ISBN 2-262-01231-8
- Eric Conan et Henry Rousso. Vichy, un passé qui ne passe pas, Fayard, Paris, 1994, ISBN 2-213-59237-3
- Yves Maxime Danan, La vie politique à Alger, de 1940 à 1944, L.G.D.J., Paris 1963.
- André Kaspi. Les Juifs pendant l'Occupation, Seuil, Paris, 1991, ISBN 2-02-013509-4
- Simon Kitson, Vichy et la chasse aux espions nazis, Autrement, Paris, 2005, ISBN 2-7467-0588-5
- Serge Klarsfeld. Vichy-Auschwitz. Le rôle de Vichy dans la solution finale de la question juive en France. 1943–1944., Fayard, Paris, 1985, ISBN 2-213-01573-2
- Herbert R. Lottman. Pétain. Seuil, 1984, ISBN 2-02-006763-3
- Jacques Sabille. "Les Juifs de Tunisie sous Vichy et l'Occupation". Paris: Edition du Centre de Documentation Juive Contemporaine, 1954
- David Bensoussan, Il était une fois le Maroc: témoignages du passé judéo-marocain, éd. du Lys, www.editionsdulys.com, Montréal, 2010 (ISBN 2-922505-14-6)

### Tiếng Đức
- Eberhard Jäckel: Frankreich in Hitlers Europa: die deutsche Frankreichpolitik im 2. Weltkrieg, Stuttgart 1966.
- Martin Jungius: Der verwaltete Raub. Die „Arisierung" der Wirtschaft in Frankreich 1940–1944. Thorbecke, Ostfildern 2008, Beiheft der Francia Nr. 67, hrsg. von Deutschen Historischen Institut Paris.
- Henry Rousso, Vichy. Frankreich unter deutscher Besatzung 1940–1944 (München, C.H.Beck, 2009) (beck'sche reihe; 1910).
- Michael Mayer Staaten als Täter. Ministerialbürokratie und 'Judenpolitik' in NS-Deutschland und Vichy-Frankreich. Ein Vergleich. Preface by Horst Möller and Georges-Henri Soutou München, Oldenbourg, 2010 (Studien zur Zeitgeschichte; 80). ISBN 978-3-486-58945-0. (Comparative study of anti-Jewish policy implemented by the government in Nazi-Germany, by German occupational forces in France and by the semi-autonomic French government in Vichy)

### Phim
- Marcel Ophüls, 1969. The Sorrow and the Pity
- Claude Chabrol, 1993. The Eye of Vichy